# Regionen und Orte in Tolkiens Welt
Der englische Schriftsteller J. R. R. Tolkien stattete die Bücher, die er in der von ihm selbst erdachten Welt spielen ließ, mit detaillierten Informationen über Regionen und Orte aus. Er zeichnete Karten und berechnete Entfernungen, sodass sich ein recht detailliertes Bild der Geographie dieser Welt zeichnen lässt.
Die von J. R. R. Tolkien in mehreren Romanen beschriebene Welt Arda gehört zu den komplexesten Weltenschöpfungen der phantastischen Literatur. Einige der Orte auf Arda – insbesondere auf dem Kontinent Mittelerde – sind so bekannt, dass sie zum Allgemeingut der Populärkultur gehören. In den verschiedenen Sprachen und Schriften in Tolkiens Welt existieren für viele Örtlichkeiten unterschiedliche Namen und Bezeichnungen.
Die folgende Aufzählung bezieht sich ausschließlich auf die Romane und Schriften Tolkiens, welche die Geschichte Ardas umschreiben. Die wichtigsten Quellen sind dabei der Roman Der Herr der Ringe (1954/55) und die Erzählungen aus dem Silmarillion, von denen die meisten auf dem Kontinent Mittelerde spielen. Die dreiteilige Verfilmung des Romans Der Herr der Ringe stellt manche Zusammenhänge anders dar.
Die Schreibweise der Eigennamen und einiger anderer Zusammenhänge richtet sich bei Abweichungen zwischen den beiden deutschen Übersetzungen des Herrn der Ringe nach der älteren von Margaret Carroux, da diese noch in Zusammenarbeit mit Tolkien entstand. Die Unterschiede zur Übersetzung Wolfgang Kreges sind in manchen Fällen mit angegeben.
Im weiteren Verlauf des Artikels werden für die Zeitalterangaben nach den Jahreszahlen folgende Abkürzungen verwendet: E.Z. für Erstes Zeitalter, Z.Z. für Zweites Zeitalter, D.Z. für Drittes Zeitalter, V.Z. für Viertes Zeitalter und A.Z. für Auenland-Zeitrechnung.

## Wortherkunft
Die Wortherkunft für die Orte und Gebiete von Tolkiens Welt geht auf die von ihm entwickelten Elbensprachen Sindarin und Quenya zurück. Bezeichnungen in den Bereichen Arda, Aman und Númenor entstammen dem Quenya, die in Mittelerde überwiegend dem Sindarin. Für zahlreiche Begriffe sind Entsprechungen oder Übersetzungen in Sprachen anderer Völker Mittelerdes angegeben. Bei einigen Orten und Regionen wechselt die Bezeichnung auch im Laufe der Zeitalter in Mittelerde.

## Arda
Arda („das Reich“) ist der elbische Name für die gesamte Welt, die mit unserer Erde vergleichbar ist. Oftmals wird es auch als „Königreich Arda“, das Reich Manwes, des mächtigsten der Valar, bezeichnet. Zunächst ist Arda nur ein Gesicht, eine Idee im Geiste Ilúvatars. Erst die Musik der Ainur schafft Arda in der Wirklichkeit, allerdings nur als dunkle „Rohform“.

„[…] und sie sahen eine neue Welt, und sie wölbte sich in der Leere und wurde von der Leere getragen, doch war sie nicht gleich ihr. […] und sie schien zu leben und zu wachsen.“

Einige der Ainur bitten Ilúvatar, in die Welt hinabsteigen zu dürfen, um sie so zu formen, wie sie es in Ilúvatars Vision gesehen haben. Diese Ainur werden Valar „die Mächtigen“ und Maiar „die Schönen“ genannt.
Die Valar beziehen ihren Wohnsitz auf der Insel Almaren inmitten einer riesigen Landmasse, ähnlich unserem Urkontinent Pangaea. Das erste Licht für Arda spenden die zwei Lampen Illuin und Ormal, welche die Valar im Norden und Süden auf großen Pfeilern aufstellen. Sie werden jedoch bald von Melkor, der sich von den übrigen Ainur abgewandt und seine eigene Festung Utumno in die gewaltigen Eisenberge geschlagen hat, zerstört. Die Pfeiler stürzen um und zerschlagen das Land in mehrere Kontinente, darunter Aman und Mittelerde. Während Aman später durch das Licht der beiden Bäume Telperion und Laurelin von Valinor aus erhellt wird, bleiben Mittelerde und die übrigen Kontinente bis zur Erschaffung von Sonne und Mond dunkel. Melkor aber vernichtet auch die Bäume. Es gelingt den Valar jedoch, aus deren letzten beiden Früchten die Sonne und den Mond zu erschaffen.
Am Ende des Zweiten Zeitalters in der Geschichte von Arda ändert sich die Beschaffenheit der Welt erneut grundlegend: bis dahin eine Scheibe, wandelt sie sich jetzt mit dem Untergang Númenors und der Entrückung Amans zu einer Kugel. Darum sind im Dritten Zeitalter alle Wege „krumm“, außer dem „geraden Weg“, der nach Valinor in den „Westen“ führt.

### Cuiviénen
Cuiviénen („Wasser des Erwachens“) ist eine Bucht des Binnenmeers Helcar aus der Zeit vor Sonne und Mond in Mittelerde. Dort erwachen die ersten Elben, Ilúvatars erstgeborene Kinder, aus ihrem Schlaf in dem Moment, als Varda die Sterne des Himmels erschafft. Da die Sterne das erste sind, was sie erblicken, lieben die Elben das Sternenlicht mehr als alles andere. Daher werden sie auch Eldar („das Sternenvolk“) genannt. „El“ („siehe“ oder „seht“) soll das erste gesprochene Wort der Elben gewesen sein. Der Ort wird wie folgt beschrieben:

„Dort findet er einen Ort, tief in einem Tal, eingefasst von kiefernbewachsenen Hängen; sein Grund ist die weite Wasserfläche eines Teiches, und sein Dach ist die Dämmerung, besetzt mit Vardas Sternen. Dort hatte Orome die Eldar erwachen gehört, und in allen Liedern heißt dieser Ort Koivie-néni oder die Wasser des Erwachens.“

Koivie-néni ist die ältere Bezeichnung für Cuiviénen, sie befindet sich auch auf der frühen Karte I Vene Kemen („das Weltenschiff“), die Tolkien angefertigt hat. In Cuiviénen verbringen die Elben viele Jahre auf sich allein gestellt und entwickeln ihre erste Sprache. Bald werden sie von Melkor entdeckt, der Angst und Schrecken unter ihnen verbreitet und einige entführt, aus denen er vermutlich die Orks züchtet. In Cuiviénen findet sie später auch der Vala Orome und bleibt eine Zeit lang bei ihnen. Nach seiner Rückkehr und seinem Bericht in Valinor beschließen die Valar, die Elben nach Aman zu holen. Sie rufen die Führer der Elben, Ingwe, Finwe und Elwe, als Botschafter zu sich. Diese bewegen daraufhin einen großen Teil ihrer Stammesangehörigen, ihnen in den Westen zu folgen.
Durch den Krieg der Valar gegen Melkor wird auch Cuiviénen verheert. Es gibt keinen Weg dorthin zurück, weswegen sich die Elben oft wehmütig daran erinnern.

### Binnenmeer Helcar
Das Binnenmeer Helcar ist das größte Binnenmeer von Arda. Es liegt im Nordosten von Mittelerde, dort wo einst der Berg mit der Leuchte Illuin stand. Der See Cuiviénen soll eine Bucht in diesem Meer gewesen sein. Es entsteht durch das Schmelzen der Säule, welche die Leuchte Illuin trug, und wird am Ende des Ersten Zeitalters zerstört. Es befindet sich etwa in dem Bereich, wo sich später Mordor und Rhûn befinden; das Meer von Rhûn stellt seinen nördlichsten Ausläufer dar. Die Ausdehnung des Binnenmeeres beträgt ca. 1 Mio. Quadratmeilen.

## Aman
Aman („Segensreich“) ist der westlichste aller Kontinente Ardas und Wohnort der Valar und der meisten Maiar. Auf Aman befindet sich Valinor („Heimatland der Valar“), welches häufig fälschlich mit dem ganzen Kontinent gleichgesetzt wird.
Der Kontinent wird durch verschiedene Zauber und geographische Begrenzungen (überwiegend im Osten), beispielsweise die steile Bergkette der Pelóri („Umkreishöhen“) und die Schattenmeere, vor Melkor geschützt. Die Pelóri werden in späteren Zeitaltern weiter aufgetürmt, zudem legen die Valar die sogenannten „Verwunschenen Inseln“ vor der Ostküste Amans an. Nach dem Untergang Beleriands im Krieg des Zorns am Ende des Ersten Zeitalters wird Belegaer („das Große Meer“) breiter, die Helcaraxe („Eisabbruch“), eine aus Malm-Eis bestehende Verbindung zwischen Aman und Mittelerde, verschwindet. Durch die Umformung Ardas von einer Scheibe zu einer Kugel am Ende des Zweiten Zeitalters wird Aman der Welt entrückt und ist nur noch über den „Geraden Weg“ durch die Schwanenschiffe der Elben erreichbar.
Der höchste Berg Amans ist der Taniquetil („hoher weißer Gipfel“), etwa auf halber Länge der Pelóri von Nord nach Süd gelegen. Von seinem Gipfel aus überblicken Manwe und Varda ganz Arda. Der höchste Berg südlich des Taniquetil ist der Hyarmentir („Südausschau“). In dessen Nähe lebt die dunkle Spinne Ungoliant in einer Schlucht. Der Hyarmentir dient dazu die Gebiete südlich von Valinor zu überwachen, denn diese werden durch die Pelóri vom Licht der zwei Bäume abgeschirmt und liegen folglich in völliger Finsternis.
Allein den Valar, Maiar und Elben ist es gestattet, Aman zu betreten. Als die Númenórer unter Ar-Pharazôn („der Strahlende“) gegen Ende des Zweiten Zeitalters versuchen, Valinor um der Unsterblichkeit willen anzugreifen und es betreten, werden sie während der Umformung der Welt unter Steinen begraben, ihre Insel Númenor versinkt wieder im Meer und wird fortan von den Überlebenden dieses Untergangs nur noch Atalante („die Gefallene“) genannt.

### Valinor
Valinor ist ein Teilgebiet Amans, welches an den westlichen Grenzen der Welt liegt. Zur Zeit der Gründung der neuen Heimat der Valar hat diese Welt analog dem dem Mittelalter zugeschriebenen Weltbild noch die Form einer Scheibe. Valinor wird nach Osten hin durch eine Bergkette begrenzt, die Pelóri („Pfahlberge“ oder „Umkreishöhen“) genannt werden.
Innerhalb dieser Grenzen gründen die Valar (Götter) ihre einzige Stadt Valmar oder Valimar („Valarheim“). Sie ist riesig und prunkvoll. Vor den Toren der Stadt liegt der Hügel Ezellohar, auf dem durch Yavannas Gesang die zwei Bäume des Lichts wachsen, die Laurelin („Goldwasser“) und Telperion („der Silberschimmernde“) genannt werden. In Kübeln fängt Varda ihre Früchte auf und formt daraus die Sterne. In der Nähe des Hügels befindet sich der Máhanaxar, der Ring des Schicksals, der den Valar als Versammlungsort und Gerichtshof dient, ähnlich den Thingstätten der Germanen.
Die Pelóri ragen zum Meer hin steil auf, haben aber nach Westen hin sanft abfallende Hänge, die bis an die fruchtbaren Wiesen und Ebenen Valinors grenzen. Östlich liegt die Küste öde und trocken im Schatten dieses Gebirges. Diese Küste wird nach Süden hin immer schmaler. Der Norden, dort wo das Land an die Gletscher der Helcaraxe („Eisachse“) stößt, ist von dichten Nebelschwaden bedeckt und wird Oiomúre („Ewige Finsternis“) oder Araman (das Land „neben Aman“) genannt. Hier soll auch der Ort sein, an dem die Seelen der verstorbenen Menschen auf ihre Wiedergeburt für die Dagor Dagorath („Schlacht aller Schlachten“) am Ende der Zeit warten. Die Pelóri haben ursprünglich keinen Durchlass, aber als die Elben nach Valinor kommen und Osse Tol Eressea („Einsame Insel“) in der Bucht von Eldamar („Elbenheim“) verankert, öffnen die Valar einen Durchlass, die Calacirya („Lichtspalte“), durch die das Licht der Zwei Bäume bis zu dieser Insel scheint. Südlich und nördlich dieser Spalte liegt das Land im Dunkeln. Eruman („Einsame Ebene“) liegt südlich der Pelóri und ist finster und gefährlich, dort haust Ungoliant (die „Schattenspinne“) und Melkor (Morgoth) sucht dort Zuflucht und ihre Unterstützung.
Die Valar legen in Valinor Gärten an und leben in großen Gebieten, wo sie sich Paläste errichten. Valmar ist nicht der einzige Wohnort der Valar, sondern dient ihnen als Hauptstadt. Ganz im Westen, am Rande von Ekkaia („Außenmeer“; auch Néni Erúmear, „das umschließende Meer“), vor den Toren der Nacht sind die Hallen von Mandos. Dorthin gelangen die Bewohner Mittelerdes nach ihrem Tod. Ganz in der Nähe befinden sich auch Niennas Hallen. Die Wälder Oromes liegen südlich der Stadt Valmar, westlich davon die Wiesen Yavannas. In den Gärten von Lórien („Traumland“) auf einer Insel im See Lórellin („Traumwasser“) leben Irmo und Este sowie der Maia Olórin, der später als Gandalf nach Mittelerde gesandt wird. Tolkien schreibt im Silmarillion über das Land Valinor:

„[E]s war gesegnet, denn die Unsterblichen wohnten dort, und nichts welkte oder verdorrte, und Blumen und Blätter hatten keine Flecken in diesem Lande, noch verdarb oder erkrankte irgendetwas, das lebte; denn sogar die Steine und die Wasser waren heilig.“

Man kann Valinor also mit dem irdischen Paradies der christlichen Vorstellungswelt vergleichen.

### Elbenstädte
Allein den Elben ist es vorbehalten, neben den Valar in Aman zu wohnen. Die Teleri errichten bereits im Zeitalter der Bäume den Schwanenhafen Alqualonde an der Küste der Bucht von Eldamar („Elbenheim“ oder „Elbenis“), am östlichen Ende des Calacirya („Lichtspalt“). Der Calacirya ist die einzige Lücke in den Pelóri und damit der einzige Weg ins Landesinnere. Durch den Pass scheint bis zu ihrer Vernichtung das Licht der Zwei Bäume bis nach Alqualonde.
Genau in der Mitte des Calacirya liegt die Noldorstadt Tirion („die Schauende“) auf dem Hügel Túna. In ihrem Zentrum befindet sich der Turm Mindon Eldaliéva („Turm der Elben“), der auch Mindon Kórin („Turm von Kor“) genannt wird, das höchste Bauwerk der Elben in Aman.
Am Ende des Ersten Zeitalters, nach dem Untergang Beleriands, erbauen elbische Flüchtlinge, die von dort kamen, auf der Insel Tol Eressea die Stadt Avallóne („die nahe bei Valinor liegt“). Tol Eressea ist die schwimmende Insel, auf der die ersten Elben nach Aman verschifft wurden, und die von Osse in der Bucht von Eldamar befestigt wurde.

## Númenor
Númenor („West-Land“), von den Menschen Westernis genannt, ist eine große, sternförmige Insel. Die Valar schenken diese Insel den Edain (Menschen) nach dem Ende des Ersten Zeitalters aus Dankbarkeit für ihre Hilfe für die Elben im Kampf gegen Morgoth. Andor, so der ursprüngliche Name, wird nach dem Krieg des Zorns in der Mitte des Belegaer, des großen Meeres, angelegt, etwas näher an Aman als an Mittelerde: Daher der Name Westernis. Elros, der erste König Númenors, ist wie sein Bruder Elrond ein Halbelb, hat sich aber im Gegensatz zu Elrond für ein sterbliches Leben entschieden.

„Inmitten des Landes aber ragte ein hoher und steiler Berg auf, welcher der Meneltarma hieß, der Himmelspfeiler, und auf dem Gipfel war eine Stätte, die Eru Ilúvatar geweiht war, offen und ohne Dach; andere Tempel oder Heiligtümer gab es im Land der Númenórer nicht. Am Fuß des Berges wurden die Grabmäler der Könige erbaut, und nahebei auf einem Hügel lag Armenelos, die schönste aller Städte, und dort standen der Turm und die Zitadelle, die Elros errichtet hatte.“

In der Zitadelle der Hauptstadt Armenelos („Königshimmelsfestung“) gibt es einen Ableger des Weißen Baumes von Valinor. Númenor hat mehrere Häfen, Andúnië („der Westliche“) und Eldalonde („Elbenhafen“), wo anfangs oft Schiffe der Elben anlandeten, sind im Westen. Rómenna („nach Osten hin“) liegt im Osten der Insel. Des Weiteren gibt es noch die südliche Hafenstadt Nindamos („Wasserumringtes Schloss“).
Auf Númenor werden alle Reisen von Ort zu Ort zu Pferd gemacht, denn die númenórischen Männer und Frauen haben am Reiten Freude und lieben ihre Pferde. Deswegen behandeln sie ihre Pferde mit Achtung und halten sie in großzügigen Ställen. Schon in jungen Jahren werden die Pferde dazu abgerichtet, Rufe aus weiter Entfernung zu hören und zu beantworten. In alten Geschichten wird sogar erzählt, dass in Fällen von großer Zuneigung zwischen Menschen und ihren Reitpferden das Tier zur Not allein durch die Kraft ihrer Gedanken herbeigerufen werden kann.
Sauron, der sich vom letzten und mächtigsten númenórischen König Ar-Pharazôn gefangen nehmen lässt, weil er ihn nicht im Kampf besiegen kann, verführt die Númenórer dazu, sich gegen die Valar aufzulehnen und Zugang zu Valinor zu fordern, um an der Unsterblichkeit teilzuhaben. Ar-Pharazôn rüstet sich daraufhin zum Krieg und segelt mit einer gewaltigen Kriegsflotte nach Valinor. Als sein Heer die Unsterblichen Lande betritt, legen die Valar vorübergehend ihre Herrschaft über Arda nieder, und Ilúvatar verändert den Bau der Welt: das Heer der Numenorer wird unter einstürzenden Bergen begraben, die Flotte und die ganze Insel Númenor versinken im Meer. Nur die Getreuen von Númenor unter der Führung von Elendil und seinen Söhnen Isildur und Anárion, die den Valar treu geblieben sind und sich auf Schiffe an der Ostküste der Insel zurückgezogen haben, überleben den Untergang und werden mit ihren Schiffen nach Mittelerde getrieben. In Mittelerde gründen sie die Reiche in der Verbannung Arnor und Gondor und werden als Dúnedain bekannt. Sauron selbst verliert durch die Vernichtung Númenors seinen Körper, als mächtiger Maia überlebt er aber den Untergang und kann zu einem späteren Zeitpunkt in Mittelerde erneut in Erscheinung treten.
Von Númenor spricht man später als Atalantë („Die Gefallene“, Quenya) bzw. Akallabêth (Adûnaisch) oder Mar-nu-Falmar („dem Land unter den Wellen“). Es erinnert mehrfach an Platons Atlantis; so beherrschen die Edain zeitweise einen Großteil von Mittelerde, sind eine starke Seemacht, haben einen großen Tempel in der Mitte ihrer Hauptstadt und gehen zum Schluss samt ihrer Insel unter. Sogar der Quenya-Name Atalantë erinnert an Atlantis.
Die Idee zu der Geschichte entstand aus Tolkiens Freundschaft mit dem Schriftsteller C. S. Lewis. Lewis meinte, dass die beiden wohl die Geschichten, die sie mögen, selbst schreiben müssten; daraus entstand die Idee, dass Lewis eine Weltraumreise und Tolkien eine Zeitreise beschreiben sollte. Lewis’ Geschichte wurde später unter dem Titel Out of the Silent Planet veröffentlicht, Tolkiens Geschichte dagegen wurde nie ganz fertig, wohl aber – anscheinend fast unvermeidbar für Tolkien – mit seinem selbst erdachten Universum verbunden. Daraus entstand Númenor.

## Mittelerde

Karte vom Nordwesten von Mittelerde

Mittelerde ist die bekannteste und bestbeschriebene Region von Tolkiens Welt. Sie ist Handlungsort der Romane Der Hobbit und Der Herr der Ringe sowie der Quenta Silmarillion, des Hauptteils des Silmarillions. Tolkien beschreibt jedoch nur einen kleinen, den nordwestlichen Teil des Kontinents, während der Rest weitgehend unbekannt bleibt.
Alle Orte zwischen dem Inneren Meer im Osten und dem großen Meer Belegaer im Westen werden als Mittelerde bezeichnet. Es wird auch Endor oder die Hinnenlande genannt und ist der größte Kontinent Ardas. Auch Beleriand ist im Ersten Zeitalter ein Teil Mittelerdes.
Der bekannte Teil Mittelerdes wird im Dritten Zeitalter vor allem von den Menschen Gondors und Arnors sowie später auch Rohans dominiert. Die Reiche der Elben, die noch zur Zeit Beleriands einen Großteil der Landmasse beanspruchen, sind im Dritten Zeitalter kaum mehr als kleine Waldgebiete oder bewaldete Täler wie Lórien, Bruchtal oder Thranduils Höhlen im nördlichen Düsterwald. Die Zeit der Elben in Mittelerde ist vorüber, und die meisten von ihnen segeln bis zum Ende des Zeitalters in den Westen, nach Aman. Die Population der Zwerge konzentriert sich auf die Blauen Berge, die Hallen von Khazad-dûm, den Erebor und die Eisenberge. Die Hobbits leben zunächst am Fluss Anduin, später wohnen so gut wie alle im Auenland und dem nahegelegenen Bree im Herzen Eriadors.
Diesen sogenannten Freien Völkern stehen im Norden das Reich von Angmar, der südliche Düsterwald mit der Festung Dol Guldur und Saurons Land Mordor mit der Festung Barad-dûr gegenüber. Auch Isengart, das ursprünglich zu Gondor gehört, wird unter dem abtrünnigen Zauberer Saruman gegen Ende des Dritten Zeitalters zu einem Feind der freien Länder Mittelerdes.

### Beleriand
In Beleriand („Balar-Land, Land der Elben“) spielt sich die Geschichte der Elben im Ersten Zeitalter hauptsächlich ab. Nachdem Feanor und die Noldor wegen ihres schrecklichen Schwurs aus dem Segensreich Valinor verbannt worden sind, kämpfen sie gemeinsam mit dem in Beleriand beheimateten Elbenvolk der Sindar in jahrhundertelangem Krieg und in fünf großen Schlachten gegen die Geschöpfe Morgoths, bis die Valar ihnen im Krieg des Zorns zu Hilfe kommen und Morgoth für immer in die Äußere Leere, ins Nichts, verbannt wird.
Beleriand ist der westliche Teil des Kontinents Mittelerde, ein riesiges Land beiderseits des Flusses Sirion („der große Strom“), das von dem Meer Belegaer („das große Meer“) im Westen und Süden und den Gebirgen Ered Luin („Blaue Berge“) im Osten sowie Ered Wethrin („Schattenberge“) und Ered Gorgoroth („Berge der großen Schrecken“) im Norden begrenzt wird. Der Name Beleriand soll ursprünglich „Land von Balar“ bedeutet haben und nur für das Land rund um die Sirionmündung benutzt worden sein, wobei Balar eine Bezeichnung der Sindarelben für den Maia Osse darstellt. Später bezeichnet man damit das ganze Land südlich der Ered Wethrin und westlich der Ered Luin, einschließlich Dorthonion („Kiefernland“) und Nevrast („diesseitige Küste“). Der Fluss Sirion teilt es in Ost- und West-Beleriand. Hier lassen sich diejenigen Elben nieder, die dem Vala Orome zu Beginn des Ersten Zeitalters zwar nach Westen folgen, Mittelerde aber nicht Richtung Aman verlassen wollen. Diese Elben nennt man die Sindar. Später kommen die Elbenstämme der Laiquendi („Grünsprecher“) und der Noldor hinzu.
Die lange Hügelkette von Andram („langer Wall“) trennt den wenig bevölkerten Süden vom Norden, in dem sich die Fürsten der Noldor ansiedeln. Im Zentrum von Beleriand liegen die Reiche von Doriath („Land des Zauns“) und Nargothrond („Höhlenfestung am Narog“). Nördlich der Gebirge Ered Wethrin und Ered Gorgoroth schließt sich die Ebene Ard-Galen („Grüne Gegend“) an, die nach ihrer Verbrennung in der Schlacht des Jähen Feuers Anfauglith („der Erstickende Staub“) genannt wird. Dahinter befinden sich die Eisenberge, wo sich Morgoth seine zweite Festung Angband einrichtet.
Menschen kommen nur wenige nach Beleriand: zuerst nur die aus den drei Häusern der Edain. Einige treten in die Dienste von Elben, andere siedeln sich in Estolad („das Lager“) an, manche, wie die Haladin, im Wald von Brethil („Buche“), und viele ziehen weiter in die nördlichen Länder, wo sie als Verbündete im Kampf gegen Morgoth besonders willkommen sind.
Bei den Erschütterungen der Welt durch den Krieg des Zorns versinkt Beleriand im Meer, nur ein Stück bleibt übrig: die Ered Luin (die Grenze nach Eriador) und ein Teil des Landes westlich davon: Ossiriand („Land der sieben Ströme“), das als Lindon („Land der Lindar, Land der Musik“) bekannt wird. Hier lassen sich Gil-galad und Círdan nieder. Die meisten anderen Elben der Noldor- und Sindarstämme gehen endgültig nach Aman, wo die Noldor nun, nach der Vernichtung der Silmaril, trotz Feanors Schwur wieder willkommen sind. Den treuen Edain wird Andor („das Land der Gabe“) geschenkt, welches sie selbst Númenor („die westliche Heimat“) nennen. Damit endet das Erste Zeitalter.
Beleriand ist für die Menschen und Hobbits des Dritten Zeitalters ein Reich der Sagen und Legenden. Nur manche der Elben, wie Galadriel, Elrond oder Círdan, haben dort gelebt.

#### Angband
Angband („Eisenkerker, -hölle“) ist der Name eines weitverzweigten Tunnel- und Höhlensystems weit im Nordwesten Beleriands. Die Gebirgskette der Ered Engrin („Eisenberge“) bildet eine natürliche Grenze zwischen den bewohnbaren Landen Beleriands und den Gegenden ewiger Kälte, die der Arktis unserer Welt ähneln. In diesem Gebirge befindet sich bereits Melkors erste Festung Utumno („Unterwelt“). Diese wird von den Valar zerstört, jedoch von Melkor teilweise wieder aufgebaut und erweitert.

„Und Melkor baute auch eine Festung und ein Waffenlager unweit der nordwestlichen Meeresküsten, um jedem Angriff aus Aman widerstehen zu können. Diese Burg befehligte Sauron, Melkors Statthalter; und sie wurde Angband genannt.“

Aus dem dabei entstandenen Schutt türmen seine Diener die Berggruppe Thangorodrim („Berge des Zwangs“) über den südlichen Toren der Festung auf. Diese Berge sind bis weit über die Ebene von Ard-Galen/Anfauglith hinaus zu sehen. In Angband versteckt trägt Morgoth die Silmaril in seiner eisernen Krone. Beren und Lúthien sind die einzigen Bewohner Beleriands, die bis in die tiefste Halle der Festung, in der Morgoth sitzt, vordringen, einen der Silmaril zurückerobern und Angband wieder lebend verlassen können.

#### Ard-Galen/Anfauglith
Ard-Galen („Grüne Gegend“) ist eine große, von Gras bewachsene Ebene im nördlichen Beleriand. Sie liegt nördlich des Hochlands von Dorthonion und südlich von Angband und den Thangorodrim („Berge des Zwangs“). Im Westen grenzt sie an die Ered Wethrin, im Osten an die Ered Luin. Nach der Dagor Aglareb („Ruhmreiche Schlacht“) wird Angband fast vierhundert Jahre lang belagert. Die Belagerung endet nach 395 Jahren, als Morgoth den ersten der großen Drachen frei lässt und Ströme aus Feuer vom Thangorodrim herab fließen. Die ganze Ebene – und mit ihr alle Belagerer – verbrennen. So wird aus Ard-Galen die Anfauglith („Erstickender Staub“ oder „mit Asche bedecktes Land“). Dieser Angriff Morgoths wird Dagor Bragollach („Schlacht des Jähen Feuers“) genannt.
Bis zum Untergang Beleriands bleibt die Anfauglith eine trostlose Öde, bis auf einen großen Hügel, den Orks nach der Nirnaeth Arnoediad („Schlacht der Ungezählten Tränen“) aus den Leichen, Rüstungen und Waffen aller Gefallenen auftürmen. Der Hügel ist sehr hoch und von weither sichtbar. Er wird Haudh-en-Ndengin („Hügel der Erschlagenen“) oder Haudh-en-Nirnaeth („Hügel der Tränen“) genannt. Einzig auf diesem Hügel wächst wieder hohes, grünes Gras.

#### Doriath
Doriath („Land des Zauns“) ist ein großes Sindar-Königreich im Zentrum Beleriands. Es wird bereits vor dem Ersten Zeitalter der Sonne von dem Elbenkönig Thingol und der Maia Melian auf dem Land errichtet, das zuvor Eglador („Heimat der Verbannten“) heißt. Nach der ersten Schlacht in den Kriegen von Beleriand legt Melian den sogenannten Gürtel Melians um Neldoreth, Region und Nivrim, die inneren Gebiete Doriaths. Thingol erhebt jedoch auch Anspruch auf Lande außerhalb des Gürtels, zum Beispiel Brethil und Dimbar.
Die Hauptstadt des Reiches und Wohnsitz von Thingol und Melian ist das unterirdische Höhlensystem Menegroth („die Tausend Grotten“), das die Zwerge aus Belegost für die Elben erbauen. Den Toren gegenüber steht die Buche Hírilorn („Baum der Herrin“), in der Lúthien, die Tochter Thingols, wohnt.
Während Thingol dem Hause Finarfin und den Zwergen freundlich gesinnt ist, untersagt er es dem Hause Feanor und den Menschen, Doriath zu betreten. Als er die wahren Umstände der Rückkehr der Noldor nach Mittelerde erfährt, verbietet er außerdem den Gebrauch der gemeinsamen Sprache Quenya in seinem Reich, wo nun generell Sindarin gesprochen wird.
Geschützt von der Macht Melians und der Vorsicht Thingols ist Doriath nicht in die großen Schlachten der Kriege von Beleriand verwickelt. Seine Grenzen werden stets von Beleg Langbogen und seinen Grenzwachen verteidigt. Am Ende wird Doriath aber doch noch in den Fluch der Noldor mit hineingezogen, denn Thingol verlangt einen der Silmaril als Brautpreis für seine Tochter Lúthien. Wegen dieses Juwels, in seinem Auftrag von Zwergen aus Nogrod in das Halsband Nauglamír eingearbeitet, wird Thingol in Menegroth von den Zwergen erschlagen. Nach seinem Tod verlässt Melian Mittelerde, und Doriath wird nicht mehr durch ihren Banngürtel geschützt. Als Dior, Thingols Enkel, von den Söhnen Feanors erschlagen wird, fliehen die Elben aus Doriath; die Überlebenden ziehen zu den Anfurten des Sirion.

#### Brethil
Brethil („Buche“) ist ein Wald nordwestlich von Doriath. Er wird von den Flüssen Teiglin („Grenzwasser“) und Sirion („großer Strom“) umschlossen. Inmitten von Brethil liegt der Berg Amon Obel („Berg der Festung“), auf dem sich Ephel Brandir („hoher Zaun Brandirs“) befindet, eine Festung der Haladin, der Menschen aus dem Hause Haldads, später auch nach seiner Tochter das „Haus Haleth“ genannt.

#### Gondolin
Gondolin („Verborgener Felsen“) ist eine Stadt der Elben in Beleriand, die der Noldorfürst Turgon gründet, um einen sicheren Ort für sein Volk zu erschaffen. Der Aufbau der Stadt Gondolin dauerte rund 52 Jahre. Die Echoriath („Umzingelnde Berge“) werden als gigantische vulkanische Caldera beschrieben und der Amon Gwareth („Berg der Wacht“) als ein zweiter Vulkankegel. In der Caldera könnte sich, nach dem Verlöschen des Vulkans, ein See gebildet haben. So entstand ein Flusslauf, der sich durch diese aufgetürmten Berge einen schmalen Weg bahnte, der teilweise in einem Tunnel verlief. Zur Zeit der Stadtgründung sind See und Fluss bereits ausgetrocknet.

“the hands of the Valar themselves … had wrestled the great mountains asunder, and the sides of the rift were sheer as if axe-cloven.”

„die Hände der Valar selbst … hatten die großen Berge zusammengerafft, und die Seiten des Grabens waren steil, als wären sie mit einer Axt behauen.“

Gondolin selbst erstrahlt in hellem Weiß und liegt auf einem Hügel in diesem Tal, das Tumladen („Tiefland“) genannt wird. Das Tal ist nur durch diesen geheimen Zugang erreichbar, der in dem trockenen Flussbett beginnt und durch die Schlucht von der Stadt hinab zum Taleg Uthwen („Talausgang“) führt. Der Weg wird von einer Reihe von sieben Toren blockiert und ständig bewacht: gebaut sind die Tore aus Holz, Stein, Bronze, Schmiedeeisen, Silber, Gold und Stahl. Gelangt man durch diesen Weg erst einmal in das Tal, kann man das Haupttor der Stadt nur über eine einzige Treppe erreichen, denn die Hänge des Hügels sind sehr steil und nass, so dass ein Erklimmen des Hügels unmöglich ist. Die Stadt trägt daher auch ursprünglich den Namen Ondolinde („der Felsen der Musik des Wassers“).
Letzten Endes sind die Schutzmaßnahmen dennoch nicht ausreichend, so dass Gondolin nach 400 Jahren des Friedens als eine der letzten Bastionen der Elben gegen Morgoth fällt. Durch den Verrat von Maeglin erfährt der dunkle Herrscher das Geheimnis der Lage der von ihm lange gesuchten Stadt. Daraufhin wird Gondolin von einer Armee aus Orks, Drachen und Balrogs zerstört und König Turgon getötet. Turgons Tochter Idril Celebrindal („die Lieblichschöne mit dem Silberfuß“) entkommt mit ihrem Mann, dem Menschen Tuor, ihrem Sohn Earendil und einigen Noldor durch einen geheimen Tunnel, der Bad Uthwen („der Fluchtweg“) genannt wird. Auf diesem Weg führen sie alles mit, was den Gondolindrim („Bewohner von Gondolin“) von ihrer Stadt geblieben ist.
Die Sage Von Tuor und dem Fall von Gondolin ist nach Tolkiens eigener Aussage die älteste aller Geschichten aus Mittelerde. Er schrieb ihre erste Fassung bereits 1916/17. Einige Motive in der Geschichte über den Fall Gondolins erinnern an den Fall Trojas in Homers Ilias.

#### Hithlum
Hithlum („Nebelland“) ist eine kalte, aber schöne Hochebene im Norden von Beleriand. Sie wird im Westen begrenzt von den Ered Lómin und im Osten und Süden von den Ered Wethrin. Die Berge von Mithrim teilen ihre Südhälfte in die Gebiete Dor-lómin im Westen und Mithrim mit dem Mithrim-See im Osten. Zuerst nur von einigen Sindar besiedelt, wird es nach der Rückkehr der Noldor nach Mittelerde von Fingolfin und Fingon als Wohnsitz gewählt. Später lassen sich auch die Edain vom Hause Hador dort nieder.

#### Nargothrond
Nargothrond („Narog-Festungsgewölbe“) ist der Name des Noldor-Königreiches Finrod Felagunds in West-Beleriand und bezeichnet zugleich die große unterirdische Festung am Fluss Narog, die Hauptburg und Palast dieses Reiches ist. Die Höhlen in der Hügelkette von Andram, ursprünglich von den Noegyth Nibin („Kleinzwerge“) entdeckt und Nulukkhizdîn genannt, werden für Finrod von den Zwergen der Ered Luin ausgebaut. Finrod bekommt daher den Beinamen Felagund („Höhlenfürst“). Die Festung ist dem unterirdischen Palast Menegroth in Doriath nachempfunden. Später lässt Túrin eine breite Brücke über den Narog bauen, die den Elben im Kampf gegen Morgoth die Überquerung des Flusses mit großen Heeren erleichtert. Beim Gegenschlag Morgoths ermöglicht die Brücke jedoch dem Drachen Glaurung, in Nargothrond einzudringen und die Stadt mit ihren Schätzen zu erobern.

#### Tol Sirion
Tol Sirion („Insel des Flusses“) ist eine Insel im Fluss Sirion an der engsten Stelle des Sirion-Passes zwischen dem Schattengebirge (Ered Wethrin) und den Umzingelnden Bergen (Echoriath). Dort erbaut der Noldorfürst Finrod die Festung Minas Tirith (nicht zu verwechseln mit der Hauptstadt Gondors im Dritten Zeitalter). Nachdem er Nargothrond erbaut hat, lässt er sie von seinem Bruder Orodreth bewachen, um das Hinterland vor den Horden Morgoths zu schützen. Zwei Jahre nach der Dagor Bragollach, der vierten Schlacht Beleriands, wird die Festung von Sauron eingenommen und fortan Tol-in-Gauroth („Insel der Werwölfe“) genannt. Von seinem Turm aus kann Sauron das ganze Tal des Sirion überwachen. So nimmt er Finrod, Beren und ihre Gefährten gefangen, als diese den Silmaril aus Angband stehlen wollen, und beginnt sie an seine Wölfe zu verfüttern. Lúthien, begleitet von dem großen Hund Huan, zerstört mit ihren mauerbrechenden Gesängen zehn Jahre später die Festung und befreit Beren. Dabei wird der Werwolf Draugluin, ein Diener Saurons, getötet und Sauron verjagt. Etwas abseits von den Trümmern, auf einem grünen Hügel, begraben sie König Finrod Felagund, der im Kampf gefallen ist. Bis Beleriand am Ende des Ersten Zeitalters versinkt, heißt die Insel wieder Tol Sirion.

#### Zwergenbehausungen
Im Ersten Zeitalter sind zwei große Zwergenwohnstätten im Ered Luin („Blaues Gebirge“ oder „Blaue Berge“) in Ost-Beleriand bekannt. Sie heißen Belegost („Große Festung“) und Nogrod („Hohlburg“) – in Khuzdul (Zwergisch) Gabilgathol und Tumunzahar. Während die Zwerge von Belegost für ihre Steinmetzkunst bekannt sind und unter anderem die Höhlen von Menegroth („Tausend Grotten“) graben, hat man sich in Nogrod auf die Herstellung von Waffen spezialisiert. Zudem sind beide Zwergenstämme für ihre Schmiedekunst bekannt. Gemeinsam fertigen sie das Halsband Nauglamir, welches Finrod Felagund geschenkt wird und später in den Besitz Thingols von Doriath gelangt. Zwerge aus Nogrod stehlen das Halsband, nachdem sie auf Thingols Anweisung den von Beren und Luthien beschafften Silmaril hineingearbeitet haben, und töten Thingol. In der folgenden Auseinandersetzung verwüsten die Zwerge aus Nogrod Doriath, werden aber auf dem Weg zurück in ihre Heimat von einem Elbenheer unter der Führung von Beren und seinem Sohn Dior vernichtend geschlagen.
Namentlich bekannte Bewohner sind der Waffenschmied Telchar aus Nogrod, der Schöpfer der Klingen Angrist und Narsil, und Azaghâl, der Fürst von Belegost, der im Kampf gegen den Drachen Glaurung fällt. Belegost und Nogrod werden vermutlich beim Untergang Beleriands zerstört. Die Zwerge siedeln sich in neuen Regionen des Blauen Gebirges an, viele gehen auch nach Khazad-dûm.
Neben diesen beiden Hauptwohnstätten gibt es im Berg Amon Rûdh („Kahler Berg“), die Zwerge nennen ihn Scharbhund („Kahlkopf“), in den Hochmooren West-Beleriands zwischen den Flüssen Sirion und Narog eine Zwergenbehausung der Kleinzwerge. Als letzte Bewohner leben dort noch der Kleinzwerg Mîm und seine Söhne. Nach der Gefangennahme Mîms durch Túrin wird diese Höhle zum Stützpunkt für Túrin und seine Gefolgsleute in ihrem Kampf gegen die Orks. Nachdem Beleg Langbogen zu ihnen gestoßen ist, wird die Ebene um den Berg Dor-Cúarthol („das Land von Bogen und Helm“) genannt.

### Eriador

#### Geographische Lage
Eriador („Einsames Land“) liegt im Nordwesten des Kontinents Mittelerde zwischen dem Meer im Norden und dem Fluss Gwathló („Grauflut“) im Süden. Im Osten wird es durch das Nebelgebirge begrenzt, im Westen durch die Blauen Berge. Das Nebelgebirge trennt Eriador vom Tal des Flusses Anduin. Zu Eriador gehören unter anderem das Auenland, das Breeland, die Hügelgräberhöhen, der Alte Wald, Minhiriath („Land zwischen den Flüssen“), die Wetterberge, die Mückenwassermoore, Angmar („Eisenheim“) und Bruchtal.
Der größte Fluss Eriadors heißt Brandywein, elbisch Baranduin („Goldbrauner Fluss“). Er entspringt im Abendrotsee und mündet im Süden ins Meer. Er bildet weitgehend die östliche und südliche Grenze des Auenlandes. Er kann nur über die Brandyweinbrücke, die Sarnfurt oder mit der Fähre überquert werden.
Das Land umfasst mehrere Vegetations- und Klimazonen und ist rund 900 km × 900 km groß.

#### Geschichte
Zu Beginn des Dritten Zeitalters ist Eriador dicht besiedelt. Elendils Nachfahren lassen als Herrscher über das Königreich Arnor Handelsstraßen, Wege und Siedlungen anlegen.
Als sich die Nachfahren Elendils zerstreiten, wird das Land aufgeteilt, und die Macht der Númenórer nimmt ab. Schließlich werden die drei Teilkönigreiche Arthedain, Rhudaur und Cardolan gemeinsam in einer Schlacht bei der Wetterspitze von einem Heer aus Angmar unter dem Hexenkönig vernichtet. Der Hexenkönig wird später mit Hilfe Gondors vertrieben, Arnor erholt sich davon jedoch nicht mehr. Der lange Krieg hat das Land zerrüttet, viele seiner Einwohner sind tot oder geflohen. Das Land verwildert bis auf das Auenland, das Breeland und Bruchtal.

#### Arnor
Arnor („Königsland“) ist das nördliche und ranghöhere der beiden von Elendil und seinen Söhnen im Jahr 3320 Z. Z. in Mittelerde gegründeten Dúnedain-Königreiche. Die erste Hauptstadt ist Annúminas, wo einer der sieben Palantíri aufbewahrt wird.
Zu seiner Blütezeit umfasst Arnor das ganze Land zwischen dem Gwathló-Bruinen und der Förde von Lhûn. Im Gegensatz zu Gondor ist Arnor aber kein Segen beschieden, und mit dem Tod Isildurs bei den Schwertelfeldern im Jahre 2 D. Z. beginnt der Niedergang der Dúnedain des Nordens.
Nach dem Tod Earendurs im Jahr 861 D. Z. wird das Reich unter den drei Söhnen des Königs aufgeteilt, wodurch die Teilreiche von Arthedain, Cardolan und Rhudaur entstehen. Am längsten kann sich das Königtum in Arthedain halten. Im Jahr 1974 D. Z. werden das Land und die neue Hauptstadt Fornost vom Hexenkönig von Angmar erobert. Der letzte König von Arnor, Arvedui, muss fliehen. Círdan sendet ihm ein Schiff, doch es wird im Jahr 1975 D. Z. im Eis eingeschlossen und sinkt; Arvedui ertrinkt. Mit ihm gehen die beiden Palantíri von Amon Sûl und Annúminas verloren. Die Erben von Arvedui überleben jedoch, und die Königslinie bleibt in der Folgezeit erhalten. Sie bekleiden nunmehr den Rang eines Stammesfürsten der Dúnedain des Nordens. Der 16. Stammesfürst ist Aragorn II. Nach dem siegreichen Ende des Ringkrieges wird er unter dem Namen Elessar Telcontar erster König des Wiedervereinigten Königreiches von Gondor und Arnor.

##### Annúminas
Annúminas („Turm des Westens“) ist Arnors erste Hauptstadt. Es wird gleichzeitig mit Gondor im Jahr 3320 Z. Z. von Elendil und Überlebenden aus Númenor gegründet. Noch vor dem Niedergang von Arnor 861 D. Z. wird der Hof nach Fornost verlegt, der größten Stadt des Landes.
Während Isildur und Anárion mit fünf Schiffen an der Mündung des Anduin im späteren Gondor landen, wird ihr Vater Elendil mit vier Schiffen in den Golf von Lhûn getrieben. Dort wird er von Gil-galad freundlich empfangen. In Absprache mit diesem zieht er in östliche Richtung und begründet dort das nördliche Königreich der Dúnedain. Als Platz für seine Hauptstadt wählt er das südöstliche Ufer des großen, tiefen und fischreichen Abendrotsees, nördlich jenes Gebietes, das Jahrhunderte später Auenland heißen wird. Diese Stadt nennt er Annúminas.
Selbst in ihren Glanzzeiten steigt die Bevölkerungszahl kaum über zehntausend Einwohner, denn im Königreich Arnor leben wesentlich weniger Menschen als beispielsweise in Gondor.
Der Abendrotsee (Sindarin: Nen Uial) hat seinen Namen wohl von den bezaubernden Sonnenuntergängen über den niedrigen, schroffen Bergen der Emyn Uial, die sich – in rotes Licht getränkt – auf dem See widerspiegeln. Das Hinterland Richtung Osten und Süden ist niederschlagsreich und fruchtbar. Man besiedelt es im Laufe der Jahre weiträumig mit bäuerlichen Gehöften, um die Bevölkerung gut zu versorgen. Insgesamt ist Arnor ein friedliches, landwirtschaftlich geprägtes Land mit wenigen Städten, aber vielen Weilern, Dörfern und Einzelhöfen. Allerdings erleben Annúminas und Arnor regelmäßig lange, kalte und schneereiche Winter, in denen wahrscheinlich auch der See zufriert. Das Leben kann also sehr hart werden, und die Bevölkerung vermehrt sich nur langsam. Noch zu Zeiten der Großväter von Frodo herrschen derartige Witterungsbedingungen, die bis ins nördliche Auenland ihren Niederschlag finden und in denen besonders die hungrigen Wölfe als Bedrohung angesehen werden.
Nach dem Tod Isildurs auf den Schwertelfeldern im Jahr 3431 Z. Z. bleibt Arnor ohne König, bis Isildurs einziger überlebender Sohn Valandil, der in Bruchtal aufwächst, erwachsen wird.
Annúminas bleibt unangefochtener Königssitz, bis der zehnte König, Earendur, im Jahr 861 D. Z. stirbt. In den nun folgenden Erbstreitigkeiten wird das Reich in drei Teile geteilt: Arthedain, Rhudaur und Cardolan. Wahrscheinlich im Zuge dieser Teilung oder der folgenden Unruhen wird das inzwischen nur noch von wenigen Menschen bewohnte Annúminas aufgegeben. Der Hofstaat zieht um 1300 D. Z. mitsamt dem Palantir in das nordöstlich gelegene Fornost um. Dabei spielt auch die strategisch günstigere Lage von Fornost eine Rolle, das besser zu verteidigen ist. Denn schon seit geraumer Zeit fällt der Schatten des Hexenkönigs von Angmar immer dunkler auf Arthedain.
Die hoch aufragenden Ruinen Annúminas werden fortan nur noch von wenigen Wanderern oder Hirten als Unterkunft genutzt, so lange das nördliche Königreich existiert. Nach dessen Ende 1974 D. Z. herrscht dann vollkommene Stille in der Gegend, die höchstens von wenigen mutigen Hobbits aus dem südlich angrenzenden Auenland und einigen Waldläufern unterbrochen wird.
Im höchsten Turm der Stadt wird einer der drei nördlichen Palantíri aufbewahrt. Er geht beim Fall des Königreiches verloren.
Annúminas wird im Vierten Zeitalter durch König Elessar (Aragorn) in kleinerem Umfang wieder erbaut und zur nördlichen Haupt- und Residenzstadt des wiedervereinigten Königreiches gemacht. Fornost wird dagegen nicht wieder errichtet.
Das Zepter von Annúminas, einst Zeichen der Königswürde, wird nach der Vernichtung der drei nördlichen Königreiche in Bruchtal aufbewahrt. Elrond selbst übergibt es König Elessar bei dessen Krönung in Minas Tirith.

##### Fornost
Fornost Erain („die Nordfestung der Könige“) wird im Jahr 3320 Z. Z. von Elendil gegründet, um das Jahr 861 D. Z. zur Hauptstadt erklärt und im Jahr 1974 D. Z. durch den Hexenkönig von Angmar zerstört. Sie liegt auf dem südlichsten Hügel der Bergkette, die die „Nördlichen Höhen“ genannt werden, direkt am Ende der Nord-Süd-Straße, die einst die Königreiche Arnor („Königsland“) und Gondor („Steinland“) miteinander verband. Bei den Hobbits aus dem Auenland wird sie „Königs Norburg“ und die Straße „der Grünweg“ genannt.

#### Bruchtal
Bruchtal, elbisch Imladris, englisch Rivendell ist eine von Elrond gegründete Elbensiedlung. Sie liegt in den westlichen Ausläufern des Nebelgebirges an der Ostgrenze von Arnor. Durch seine geschützte Lage in der tiefen Schlucht des Flusses Bruinen ist Bruchtal das sicherste Rückzugsgebiet der Elben nördlich von Lórien. Außerdem trägt Elrond als Träger des Ringes Vilya wesentlich zur Macht und zum Schutz von Bruchtal bei. In der Siedlung lebt eine große Anzahl Sindar- und Noldorelben. Hier finden zudem viele Reisende Zuflucht und Schutz.
In „Der Hobbit“ wird Bruchtal als „Letztes gastliches Haus“ oder einfach „Elronds Haus“ bezeichnet.
In Bruchtal wird nach der Entdeckung, dass der von Bilbo Beutlin gefundene Ring der Eine Ring Saurons ist, ein Rat abgehalten, der als „Elronds Rat“ bekannt ist. Dort wird beschlossen, was mit dem Ring geschehen soll, und die Gemeinschaft des Rings wird gegründet.
Aufgrund eines Bildes, das Tolkien von dem Tal Rivendell anfertigte, und weiterer Indizien gilt das schweizerische Lauterbrunnental, das Tolkien 1911 durchwanderte, als Vorbild für Bruchtal.

#### Eregion
Eregion („Land der Hulstbäume“, Hulsten auf Westron, englisch Hollin) war ein Reich der Noldor zwischen den Flüssen Glanduin und Bruinen, das von Galadriel und Celeborn um 750 des Zweiten Zeitalters gegründet und von Noldor, die nicht nach dem Krieg des Zorns nach Aman zurückkehrten, bewohnt wurde. Die Hauptstadt war Ost-in-Edhil. Die Noldor hatten durch ihre Kunstfertigkeit schon vorher engeren Kontakt mit den Zwergen gehabt, zuvor mit jenen aus Nogrod und Belegost, und unterhielten zu jener Zeit enge Beziehungen zu den Zwergen aus Moria.
Nachdem Galadriel und Celeborn Eregion verlassen hatten, wurde Celebrimbor, Sohn Curufins und Enkel Feanors, zum Regenten des Reiches. Zu jener Zeit erschien auch Sauron in Verkleidung unter dem Namen „Annatar“ und unterwies die Elben der Gwaith-i-Mirdan, der in Eregion ansässigen Juwelenschmiede, in der Kunst des Ringeschmiedens. Unter seiner Anweisung wurden die sieben Ringe der Zwerge und die neun Ringe der Menschen geschmiedet, Celebrimbor aber schuf allein die drei Ringe der Elben. Als Sauron seinen Herrscherring schmiedete, erkannten die Elben ihn und nahmen ihre Ringe (später die sieben und die neun) ab, Celebrimbors Ringe aber blieben frei von seinem Einfluss. Sauron griff hierauf Eregion an, erbeutete die sieben und die neun Ringe, tötete Celebrimbor und zerstörte Eregion. Die überlebenden Noldor flohen nach Lindon oder Imladris.
Im Dritten Zeitalter war Eregion ein unbewohntes Land, das die Gemeinschaft des Ringes auf ihrer Reise durchquerte.

#### Auenland
Der Name Auenland (im Original: The Shire = „der Gau, die Grafschaft“) bezeichnet ein Gebiet von ungefähr 18.000 Quadratmeilen in Eriador zwischen dem Fluss Baranduin (Brandywein) und den Fernen Höhen. Das Gebiet ist ursprünglich ein Teil des Nördlichen Königreichs Arnor. Mit dem Niedergang von Arnor verlassen die Menschen das Gebiet nach und nach. Im Jahr 1601 D. Z. erhalten die Brüder Marcho und Blanco aus der Hobbit-Sippe der Falbhäute (auch Falben genannt) von Argeleb II., dem Hohen König von Arnor, die Erlaubnis, von Bree aus die Länder westlich des Baranduin mit einer großen Schar Hobbits neu zu besiedeln. Die einzige Gegenleistung besteht in der Verpflichtung, die Straßen und Übergänge zu pflegen, den König anzuerkennen und dessen Boten zu unterstützen. Damit sind die Hobbits des Auenlandes formell Untertanen des Königs in Fornost, besitzen aber eine weitgehende Unabhängigkeit. Den Namen „Auenland“ erhält das fruchtbare Land von den ersten Hobbit-Siedlern. Ab dieser Inbesitznahme beginnt die Zeitrechnung der Hobbits: Das 1. Jahr der auenländischen Zeitrechnung (A. Z.) ist das Jahr der Besiedlung des Auenlandes und entspricht dem Jahr 1601 D. Z.

##### Geschichte
Das Auenland wird nach der Neubesiedelung durch die Hobbits wieder ein fruchtbarer und blühender Landstrich. Es ist in vier Verwaltungsviertel eingeteilt: Nord-, Süd-, Ost- und Westviertel. Innerhalb der Viertel gibt es wiederum einzelne Sippenländer, wie z. B. das Tukland der Familie Tuk. Außerhalb der vier Viertel werden noch zwei weitere Gebiete zum Auenland gezählt: das Bockland im Osten, auch Ostmark genannt, sowie das Gebiet bis zu den Turmbergen im Westen, das Westmark genannt wird und im Jahr 1452 A. Z. zum Auenland kommt.
Die Große Oststraße, die weit jenseits des Nebelgebirges beginnt und über Bruchtal und Bree bis zu den Grauen Anfurten führt, verläuft quer durch das Auenland. An ihr liegt Michelbinge, die Hauptstadt des Auenlandes. Dort hat der einzige Bürgermeister seinen Sitz. Er wird alle sieben Jahre jeweils am Mittsommertag auf dem Freimarkt auf den Weißen Höhen gewählt. Die Gendarmen werden Landbüttel genannt und sind wie der Postdienst dem Bürgermeister unterstellt. Daneben gibt es einen ausgeprägten Grenzschutz.
Nach der Schlacht von Fornost, die den Untergang des Nördlichen Königreiches besiegelt, betrachten die Hobbits das Auenland als ihr Eigentum. Im Jahr 37 A. Z. wütet die Große Pest im Land. Von diesem Schlag erholt sich die Bevölkerung jedoch rasch. Über tausend Jahre können die Hobbits danach ihr ruhiges bäuerliches Leben und ihre Eigenarten weiter entwickeln. In der Schlacht bei Grünfeld im Nordviertel im Jahr 1147 A.Z. wird eine Bande Orks vertrieben. In den Jahren 1158–1160 A. Z. fallen Tausende dem unheilvollen Langen Winter sowie der darauf folgenden Hungersnot (Tage der Not) zum Opfer. Im Auenland herrscht aber im Allgemeinen ein gemäßigtes, mildes Klima. Strenge Winter, in denen der Brandyweinfluss zufriert, sind sehr selten.
Die scheinbare Sicherheit, die die Hobbits zur Zeit des erneuten Aufstiegs Saurons in Mittelerde genießen, verdanken sie – ohne ihr Wissen – dem Schutz der Waldläufer (siehe Aragorn). Zu dieser Zeit leben die meisten Hobbits Mittelerdes im Auenland, das jetzt neben dem Breeland und dem südlichen Gondor das am dichtesten besiedelte Gebiet von Mittelerde ist. Die zweite und letzte Schlacht, die im Auenland geschlagen wird, findet nach Ende des Ringkrieges 1419 A. Z. in Wasserau statt und endet mit dem Sieg über die Dunländer des entmachteten Zauberers Saruman. Die getöteten Feinde werden in einer nahe gelegenen alten Sandgrube verscharrt.
König Elessar (Aragorn) macht das Auenland nach dem Ringkrieg zum selbstständigen Teilgebiet innerhalb des vereinigten Königreiches. In diesem Zusammenhang erlässt er ein Gesetz, nach dem kein Angehöriger eines anderen Volkes das Auenland ohne Zustimmung der Hobbits betreten darf. Außerdem erweitert er das Land um etwa 50 Kilometer nach Westen bis zu den Turmbergen, auf denen drei alte Elbentürme stehen. Der südlichste dieser „Weißen Türme“ heißt Elostirion; auf ihm wurde einst ein Palantír aufbewahrt. Von den Elbentürmen kann man, wenn man nach Westen blickt, bis zu den Grauen Anfurten sehen.

##### Baukultur und Berufe
Ursprünglich lebten alle Hobbits nach eigenem Bekunden in Höhlen, die sie Smials nennen. Zur Zeit des Ringkrieges halten aber nur noch die ärmsten und die reichsten Bevölkerungsschichten an diesem Brauch fest: Die einen, weil sie sich nichts anderes leisten können, die anderen, weil es als „schick“ gilt, wie die Altvorderen zu leben – allerdings mit dem Luxus und den Errungenschaften der Zeit. Die Mehrzahl der Hobbits wohnt dagegen schon lange in Holz-, Stein- oder Ziegelhäusern. Es heißt, der Brauch, Häuser und Schober zu bauen, sei von den Leuten des Bruchs am Brandywein im Ostviertel ausgegangen.
Neben der bäuerlichen Bewirtschaftung des ertragreichen Bodens gibt es die berühmten Tabakplantagen im Südviertel mit ihrem Zentrum um den Ort Langgrund. Daneben finden sich die üblichen Berufe eines vorindustriellen Zeitalters wie Müller, Schmied, Seiler, Stellmacher und andere Handwerksberufe.

##### Orte
Eine der bekanntesten Siedlungen ist Hobbingen (im Original Hobbiton), die Heimat von Bilbo und Frodo Beutlin sowie Sam Gamdschie. Andere bekannte Siedlungen sind Wasserau und Bockenburg nahe dem Alten Wald, wo sich das berühmte Brandyschloss der Brandybocks befindet.
Der Ort, an dem die getöteten Dunländer von 1419 begraben liegen, ist als Schlachtgrube bekannt. Die in der Schlacht getöteten Hobbits finden ihre letzte Ruhe in einer Grabstelle am Bühl, bei der später ein großer Gedenkstein aufgestellt wird.
Die natürliche Ostgrenze des Auenlandes bildet der Fluss Brandywein, der im Norden aus dem großen Abendrotsee gespeist wird und nach Süden fließt. Weiter im Süden macht der Fluss eine starke Biegung Richtung Westen und mündet dann ins Meer. Daher bildet der Fluss auch die Südgrenze des Landes. In dieser Biegung liegt die Sarnfurt („Steinfurt“), durch die der bedeutendste Weg aus dem Auenland nach Süden verläuft. Der wichtigste Flussübergang im Osten ist die uralte Steinbogenbrücke, über die die Große Oststraße nach Bree führt. Diese Brücke stammt noch aus der Blütezeit des Nördlichen Königreichs lange vor der Besiedelung des Auenlandes durch die Hobbits.
Der schmale Landstrich Bockland, zwischen dem Brandywein im Westen und dem Alten Wald im Osten gelegen, gehört ebenfalls noch zum Auenland. Er reicht von der Steinbogenbrücke bis zur Mündung des Waldflusses Weidenwinde, wo der Ort Hagsend liegt. Beim größten Ort des Bocklandes, Bockenburg, direkt am Brandywein, liegt das berühmte Brandyschloss. Zum Alten Wald hin ist das Auenland durch eine gepflegte Hecke – den Hohen Hag – gesichert, der von der Steinbogenbrücke bis zum Ort Hagsend reicht. Die Fähre über den Brandywein bei Bockenburg ermöglicht im Abschnitt „Die Gefährten“ des „Herrn der Ringe“ den Hobbits die Flucht vor den berittenen Ringgeistern.
Frodo zieht bei der Vorbereitung seines Aufbruchs aus dem Auenland zum Schein nach Bockland, nachdem er Beutelsend an die Sackheim-Beutlins verkauft hat. Mit Meriadoc „Merry“ Brandybocks Hilfe kauft er in Krickloch hinter Bockenburg ein Häuschen auf dem Land und lässt seine Möbel aus Hobbingen dorthin bringen.
Die Nordgrenze des Auenlandes bildet der Gebirgszug Emyn Uial („Abendrotberge“), hinter dem der Abendrotsee mit der von König Elessar wiedererrichteten Haupt- und Residenzstadt Annúminas liegt. Die Westgrenze bilden die Nordmoore, die nördlichen Fernen Höhen, die Turmberge und die südlich anschließenden Blauen Berge mit der alten Provinz Harlindon („Südlindon“). In den Blauen Bergen liegt die alte Zwergenstadt Belegost mit ihren Minen. Möglicherweise leben dort zur Zeit des Ringkrieges noch einige Zwerge.
Um das Auenland von der Westgrenze bis zum Brandywein im Osten zu durchqueren, benötigt man etwa 40 Wegstunden (ca. 200 km), für die Nord-Süd-Querung etwa 50 Wegstunden (ca. 250 km).

### Gondor

Das Wappen von Gondor mit dem Weißen Baum

Gondor (Sindarin für „Steinernes Land“) ist ein Land, das ursprünglich im Norden durch den Fluss Angren („Eiserner“), den Fangornwald und den Fluss Limklar („rasch und klar“) begrenzt wird. Im Osten wird es teilweise durch den Anduin, aber auch durch die Ephel Duath („Schattenberge“) nach Mordor hin begrenzt. Die Grenze im Süden folgt wahrscheinlich dem Verlauf des Flusses Harnen („Südwasser“), dort geht Süd-Gondor (Harondor) in Haradwaith („Südgebiete“) über. Im Westen und Südwesten liegt das Meer. Das Gebiet westlich des Lefnui („der Fünfte“) an der Westküste hinauf bis zum Angran wurde von den Gondorianern jedoch nie zu Siedlungszwecken genutzt, einzig eine Wachstation an der Küste war ständig besetzt. Die Hauptstadt von Gondor ist zunächst Osgiliath, später Minas Tirith. Das Gebiet nördlich der Ered Nimrais („Weißes Gebirge“) wird jedoch einem Reitervolk aus dem Norden geschenkt, weil dieses Gondor im Krieg zu Hilfe kam. Dieses Gebiet nennt man von da an Rohan. Nur Anórien („Sonnenland“) verbleibt im Hoheitsgebiet Gondors.
Im dritten Zeitalter Mittelerdes, zu der Zeit, in der die Geschichten Der Hobbit und Der Herr der Ringe spielen, ist Gondor in mehrere Verwaltungsbezirke, ähnlich wie Grafschaften oder Herzogtümer, aufgeteilt:
- Anórien, in dem sich auch die Hauptstadt Minas Tirith („Turm der Wacht“) mit ihrem kleinen Hafen Harlond („Südhafen“) befindet, grenzt an Rohan und unterhält zu diesem Königreich eine Art Kommunikationssystem durch Leuchtfeuer. Diese ermöglichen es, ein Hilfegesuch schnell über weite Entfernungen zu übermitteln. Die Leuchtfeuer kann man sich ähnlich den Bismarcktürmen vorstellen. Es gibt sieben dieser Leuchtfeuer zwischen Halifirien an der Grenze zu Rohan und Minas Tirith:

1. Amon Dîn („Stiller Berg“ oder „Berg der Funken“) ist die östlichste Stelle und liegt auf einem Berg zwischen dem Drúadan-Wald („Wildermannsholz“) und Minas Tirith.
2. Eilenach („Regenspitze“) ist ein sehr hoher Spitzer Berg innerhalb des Drúadan-Waldes.
3. Nardhol („Flammenkopf“ oder „Feuerkuppe“) liegt am westlichen Rand des Drúadan-Waldes.
4. Erelas („Einsamer Ausguck“) befindet sich etwas weiter westlich davon.
5. Min-Rimmon („Winterspitze“) ist ein anscheinend immer mit Schnee bedeckter Gipfel.
6. Am Calenhad („Ort des Lichtes“ oder „Grüner Ort“) befindet sich das vorletzte der Leuchtfeuer. Der Name erinnert an die frühere Gebietsbezeichnung Rohans, Calenardhon („Grünland“)
7. Halifirien („Heiliger Berg“) oder Amon Anwar („Berg der Andacht“) trägt als letzte Station der Leuchtfeuer bereits einen rohirrischen Namen. Es ist jener geheime Ort, an dem das Grab Elendils liegt und an dem das Bündnis zwischen Rohan und Gondor durch den herrschenden Truchsess Cirion und dem Anführer der Rohirrim, Eorl geschlossen wurde.

- Lossarnach. („Steinbrechland“) ist ein kleines Fürstentum nahe der Hauptstadt Minas Tirith. Der Name bezieht sich sowohl auf die vielen weißen Blumen (Steinbrechgewächse), die hier wuchsen, als auch auf die Steinbrüche mit ihrem weißen Marmor.

- Ithilien („das Land Ithildurs“ oder „Mondscheinland“), gilt über lange Zeitalter hinweg als die Kornkammer Gondors. Durch seine Nähe zu Mordor („Schwarzes Land“), von dem es nur durch die Ephel Duath („Schattenberge“) getrennt ist, wird es aber sehr oft überfallen und wird nach und nach von den Menschen verlassen, die in Anórien oder in der Hauptstadt Zuflucht suchen. Es teilt sich in Nord- und Süd-Ithilien und liegt zwischen dem Anduin und Mordor.

- Lebenin („Fünf-Gewässer“ oder „Fünf-Flussland“) heißt so, weil dieses Gebiet von fünf großen Flüssen durchquert wird. Der Erui („Erster“), Celos („Quellfluss“), ein Zufluss des Sirith („der Strömende“), der Serni („Steiniger“) und der Gilrain („Glitzernder Meander“), der die Grenze zum Dor en-Ernil bildet. Die Ostgrenze bildet der Anduin, an dem auch die große Hafenstadt Pelargir („Hafen der Königsschiffe“) liegt.

- Die Stadt Dol Amroth („Hügel von Amroth“) liegt auf einem Berg, der wiederum Teil ist einer gebirgigen Halbinsel (auch als Vorgebirge bezeichnet) am südwestlichen Küstenstreifen von Belfalas. Sie ist Sitz der Fürsten von Dol Amroth, die von einer das Meer überblickenden hohen Feste herrschen. Die Fürsten sollen eine elbische Vorfahrin haben.

- Das Gebiet von Dor-en-Ernil („Heimat des Prinzen“) gehört vermutlich zum Hoheitsgebiet der Fürstenstadt Dol Amroth. und liegt östlich von dieser.

- Lamedon („Echoland“) liegt nördlich vom Dor-en-Ernil an den Ausläufern der Ered Nimrais („Weiße Berge“), an den Ursprungsgebieten der Flüsse Ringló („Kaltflut“) und Ciril. („Spalter“).

- Anfalas („Langstrand“) umfasst ein Gebiet zwischen dem Fluss Morthond („Schwarzgrund“) im Osten und dem Lefnui. („Fünfter“) im Westen. Südlich grenzt es mit seinem seichten, sandigen Küstenstreifen ans Meer und nördlich an die Ered Nimrais. Der Name des Flusses Lefnui weist darauf hin, dass zum Hoheitsgebiet Gondors fünf große Flüsse gehören, der Harnan im Süden, der Anduin, der Serni, der Morthond/Ringló und der Lefnui, die alle in die Bucht von Belfalas münden.

- Belfalas („Mächtige Küste“) ist ein sich zwischen Dol Amroth und der Insel Tolfalas. erstreckender Küstenstreifen.

- Harondor („Südgondor“) liegt südlich der Anduinmündung zwischen den Flüssen Poros („der Aschige“) und Harnen. („Südwasser“) und ist nur sehr dünn besiedelt.

Gondor wird nach dem Untergang von Númenor zusammen mit dem weiter nördlich gelegenen Arnor von den überlebenden Númenórern, den Dúnedain, gegründet. Die ersten beiden Könige Elendil und Isildur sind Herrscher sowohl von Arnor als auch von Gondor, danach trennen sich die Linien. Die Dynastie aus Arnor stirbt nie aus, obwohl das Reich bald untergeht. Gondors Macht wächst hingegen lange Zeit, seine Königsdynastie verschwindet jedoch, und Truchsesse regieren daraufhin in Gondor. Der letzte Truchsess vor der Rückkehr des Königs (Aragorn, Nachfahre der Könige von Arnor) ist Faramir, Sohn von Denethor, wenn auch nur für wenige Tage.
Gondor befindet sich eigentlich seit seiner Gründung in einem permanenten Kriegszustand. Gleichwohl gelingt es den Dúnedain des Südens, ihre Grenzen fast eineinhalb Jahrtausende kontinuierlich zu erweitern – bis schließlich durch innere Konflikte (der sog. „Sippenstreit“) und äußere Einflüsse (Pest 1636 D. Z.) der Niedergang beginnt. Gondor muss seine Grenzen Schritt für Schritt zurücknehmen. Ein schwerer Schlag für Gondor ist die Belagerung von Minas Ithil 2000 D. Z. durch die Heere Mordors und seine Eroberung 2002. Im Ringkrieg nimmt Sauron schließlich bald auch Osgiliath ein, bevor er auf Minas Tirith marschiert.

#### Rohan (Riddermark)

Das Wappen von Rohan

Rohan („Pferdeland“), von seinen Bewohnern Riddermark genannt, ist ein Königreich nördlich von Gondor. Das Gebiet war einst ein Teil Gondors und wurde ursprünglich Calenardhon („große grüne Region“) genannt. Seine Grenzen verlaufen im Norden an den Rändern das Fangornwaldes und dem Verlauf des Flusses Limklar. Die Ostgrenze bildet der Anduin („Langer Fluss“) in seinem Verlauf von der Mündung des Limklar bis zu den Entwassersümpfen. Im Süden bildet das Weiße Gebirge (Ered Nimrais) die Grenze des Reichs, im Westen der Fluss Isen („Eiserner“) mit der so genannten „Pforte von Rohan“. Diese „Pforte“ befindet sich an der Stelle, an der das Nebelgebirge und das Weiße Gebirge am dichtesten beieinander liegen. Das kleine Gebiet westlich dieser Pforte, zwischen dem Isen und dem Weißen Gebirge, wird Westmark genannt und ebenfalls von Rohan beansprucht.
Rohan wird gelegentlich auch das Land der Pferde oder Reiterland genannt. Das Volk Rohans, die Rohirrim, nennt sich selbst Eorlingas, was sich von ihrem ersten Anführer Eorl ableitet. Es ist für seine geschickten Reiter und seine Pferdezucht bekannt. Die Mearas, die sich allein vom König reiten lassen, sind die edelsten aller Pferde und gehen auf Eorls Pferd Felaróf zurück, das den Königen Rohans auch als Wappentier dient. Zur Zeit des Ringkrieges ist das bekannteste Pferd dieser Linie Gandalfs Pferd Schattenfell. Die Armee Rohans besteht überwiegend aus Kavallerieeinheiten, den so genannten Éored, während Infanterie nur zum Schutz von Siedlungen und Burgen eingesetzt wird.
Die Riddermark teilt sich in sechs Verwaltungseinheiten. Die vier südlichen Gebiete sind, in der Reihenfolge von Westen nach Osten:
- Die Westmark ist ein kleines Gebiet westlich der Pforte von Rohan.

- Die Westfold liegt zwischen den Flüssen Isen und Schneeborn und schließt die Königsstadt Edoras, das Klammbachtal und das Hargtal. ein. Wichtige Orte in der Westfold:

1. Edoras („Die Höfe“): Brego, der Nachfolger Eorls des Jungen, verlegt den Königssitz und die Hauptstadt der Riddermark von Aldburg nach Edoras. Edoras liegt auf einem kleinen Hügel im Süden des Landes, der dem Weißen Gebirge vorgelagert ist. Auf seinem Gipfel steht die von Brego 2569 D. Z. fertiggestellte Goldene Halle Meduseld („Sitz des Mets“), die Residenz des Königs. Der Hügel wird durch einen Holzpalisadenzaun geschützt. Vor den Toren der Stadt liegen auf beiden Seiten der Straße die Hügelgräber der Könige der Riddermark.
2. Helms Klamm ist eine Schlucht im Süden, die unterhalb der Thrihyrne (einer Bergformation) in die Ered Nimrais führt. Am Grund des Tales fließt der Klammbach. Am oberen Talende befinden sich die Eingänge zu den Höhlen von Aglarond („Glitzergrotte“). Quer durch die Schlucht verläuft der Klammwall, an dessen einem Ende eine Festung errichtet ist, die Hornburg. Bei einer Belagerung der Befestigungsanlage haben die Verteidiger kaum eine Möglichkeit zu entkommen, da es außer einem Gebirgspfad keinen weiteren Zugang zur Schlucht gibt. Helms Klamm ist der gebräuchliche Name für die ganze Verteidigungsanlage einschließlich der Hornburg. Die Schlucht ist benannt nach Helm Hammerhand (2691–2759 D. Z.), dem neunten König von Rohan, der dort starb, nachdem er sie über den Winter 2758–2759 D. Z. verteidigt hat. Sie ist das Verteidigungszentrum der Westfold. Neben Dunharg ist es die bedeutendste Fluchtburg des Königreichs Rohan. Die Festungsanlage selbst wurde von gondorianischen Handwerkern errichtet.
3. Das Hargtal im Weißen Gebirge ist aufgrund der dort liegenden Feste Dunharg eines der bekanntesten Täler Rohans. Das Hargtal wird von den Berggipfeln des an seinem Ausgang liegenden Irensaga, des im Osten etwas zurücktretenden Spukberges Dwimor und des am Talende thronenden Starkhorns überschattet. Von dem mit ewigem Eis bedeckten Starkhorn fließt der Schneeborn ins Tal, bis er in die Entwasser mündet. Zum Talausgang hin liegt Unterharg, direkt am Talausgang Hochdorn. Auf dem Plateau der alten Festung, direkt am Fuße des Spukberges, liegt der geheimnisvolle Dimholt-Wald. Von diesem aus führt ein Tunnel durch das Weiße Gebirge bis nach Gondor auf der anderen Seite des Berges Dwimor. Dunharg ist eine befestigte Zuflucht über dem Hargtal. Sie wird zunächst von Gondor, später von Rohan genutzt und ist neben der Hornburg in Helms Klamm die bedeutendste Fluchtburg für die Menschen Rohans. Dunharg ist gut zu verteidigen, weil es nur über eine schmale Straße erreichbar ist, die in Serpentinen einen steilen Felshang hinaufführt. An jeder Kehre stehen uralte Statuen („Puckelmänner“), die von den sogenannten Púkel-Menschen errichtet wurden und deren Abbilder darstellen.

- Die Ostfold mit der ehemaligen Königsstadt Aldburg. reicht vom Schneeborn bis zum Firienwald.

- Die Fennmark erstreckt sich vom Firienwald bis zum Meringbach an der Grenze zum Nachbarland Anórien.

Die beiden nördlichen Gebiete:
- West-Emnet liegt westlich der Entwasser, nördlich des Schneeborn und erstreckt sich bis hinauf zum Fangorn-Wald.

- Ost-Emnet ist das Gebiet zwischen Entwasser bis hinauf zum Limklar im Norden und dem Anduin. Dazu gehören der Ostwall von Rohan, ein Ausläufer der Emyn Muil, sowie das Hügelland Wold und nicht besiedeltes Ödland.

##### Geschichte
Nach eigenen Überlieferungen stammt das Reitervolk der Eorlingas ursprünglich aus dem Königreich Rhovanion im Osten des Düsterwalds, das von den Wagenfahrer (Ostlingen) erobert wird. Tatsächlich sind die Eorlingas ihrer Herkunft nach mit den Beorningern und den Menschen an den Westrändern des Düsterwaldes verwandt. Ihr ältestes geschichtlich fassbares Siedlungsgebiet liegt im nördlichen Anduintal zwischen dem Carrock im Norden und den Schwertelfeldern im Süden. Schon zu dieser Zeit lieben sie die Ebene, Pferde und Reiterkünste. Nach dem Krieg von Angmar, zur Zeit des Fürsten Léod, sind die Siedlungsgründe der Eorlingas jedoch beinahe erschöpft.
Eorl der Junge, der Sohn Léods, folgt 2510 D. Z. einem Hilferuf der befreundeten Menschen von Gondor, die an ihrer Nordgrenze von wilden Menschen und Orks bedrängt werden. Der Angriff kann mit Hilfe von Eorls Reiterheer abgewehrt werden. Der Truchsess von Gondor bietet Eorl zum Dank für den geleisteten Beistand die bis dahin zu Gondor gehörende Provinz Calenardhon an, das spätere Rohan. Allein das im Westen der Provinz gelegene Isengart mit dem alten Turm Orthanc bleibt unter der Verwaltung des Truchsessen von Gondor. Eorls Volk übersiedelt aus seinem zu eng gewordenen Wohngebiet im Anduintal und gibt der Provinz einen neuen Namen, „Riddermark“. In Gondor wird das Land künftig „Rohan“, seine Bewohner „Rohirrim“ („Pferdeherren“) genannt.
Eorl wird erster König der Mark und nimmt seinen Sitz auf einem grünen Hügel am Fuße des Weißen Gebirges. Hier, an der Großen Weststraße in der Ostfold, gründet er die erste Königsstadt der Eorlingas, Aldburg.
2758 D. Z. wird Rohan von Eindringlingen aus dem Osten und zugleich von Dunländern aus dem Westen angegriffen. Gondor führt zu dieser Zeit an allen Küsten Krieg mit Korsaren und kann daher zunächst keine Hilfe entsenden. Die Riddermark wird überrannt, die inzwischen gegründete neue Königsstadt Edoras von den Dunländern eingenommen. Die Bevölkerung verschanzt sich in der Festung Hornburg in Helms Klamm und muss dort einen harten Winter überstehen. Schließlich wird das Reich aber mit Gondors Hilfe zurückerobert.
Zur Zeit des Ringkrieges ist Théoden, Sohn von Thengel, König von Rohan. Zu Beginn des Ringkrieges wird Rohan durch eine starke Armee aus Isengart angegriffen. Die Bevölkerung und der König ziehen sich in Helms Klamm zurück, die Hornburg steht bei einem nächtlichen Angriff kurz vor dem Fall. Die entscheidende Wendung in dieser Schlacht bringt ein seltsamer Wald, der über Nacht im Rücken der Angreifer das Klammtal ausfüllt und versperrt. Zwischen Erkenbrands Truppen, die unter der Führung Gandalfs am Morgen von Westen zu Hilfe eilen, den ausfallenden Truppen Theodens und dem entischen Wald wird Sarumans Armee zerrieben. Saruman und seine zu einer Waffenschmiede umgebaute Festung Orthanc werden später ebenfalls mit Hilfe der Ents unschädlich gemacht.
Als das Reiterheer Rohans anschließend der bedrängten Stadt Minas Tirith zu Hilfe eilt, fällt König Théoden in der Schlacht auf dem Pelennor. Sein Neffe Éomer folgt ihm auf den Thron.

##### Vorbilder in der realen Welt
Bei vielen Aspekten der Kultur von Rohan orientiert sich Tolkien offenbar an den germanischen Stämmen der Angelsachsen und Goten sowie an den Skandinaviern. Wie die Ostgoten sind die Rohirrim eine Reiterkultur, die nach Süden wandert und so in den Bannkreis einer höher entwickelten Gesellschaft gerät. Im Falle der Ostgoten war es das byzantinische Imperium, bei den Rohirrim das Reich von Gondor.
Insbesondere die Hervarar-Saga mit ihren Reiterkriegern, mystischen Wäldern und Schildmaiden scheint Tolkien bei der Schaffung von Rohan beeinflusst zu haben.
Die Konflikte zwischen den Rohirrim und den später von Saruman beeinflussten Dunländern, bei denen es sich nach Tolkien um die Urbevölkerung des Landes Rohan handelt, scheint den Kriegen zwischen den Kelten und den nach Britannien einwandernden Angelsachsen nachgebildet.
Der Name Rohan stammt von dem gleichnamigen bretonisch-französischen Fürstenhaus.
Andere Namen wurden unter Verwendung von altenglischen Wörtern gebildet:
- Theoden: von þēoden („Anführer des Volkes, König“)
- Éothéod: von eoh („Kriegsross“) und þeod („Volk“)
- Gríma: wahrscheinlich von gríma („Maske“, „Helm“, „Geist“) oder grim (hässlich)
- Eorl: von eorl („Adliger“)
- Théodred: von þeod („Volk“) und ræd („Rat“)[15]
- Ceorl: von churl („freier Mann“), vergleiche im Deutschen „Kerl“

Zumindest ein Eigenname der Rohirrim ist aus dem skandinavischen Kulturkreis abgeleitet:
- Gamling: („alter Mann“) von gamla (alt)

#### Isengart
Isengart (im englischen Original: Isengard, ebenso in der Übersetzung von Wolfgang Krege) ist in der Sprache Rohans der Name der númenorischen Festung Angrenost („Eisenfeste“). Sie liegt in einem Tal nördlich der Pforte von Rohan und ist zum Zeitpunkt des Ringkriegs der Sitz des Zauberers Saruman. Inmitten eines kreisförmigen Walls mit einem von zwei runden Türmen bewachten Tor steht der Orthanc („Gabelhöhe“), ein Turm aus nahezu unzerstörbarem pechschwarzem Stein. Die vom Wall umgebene Fläche ist vor Sarumans Verrat von Bäumen bewachsen, die jedoch den Äxten seiner Diener zum Opfer fallen, als Saruman das Land für eine Waffenschmiede und eine selbst gezüchtete Armee nutzt. Von Isengart aus überfallen Orks und Uruk-hai im Ringkrieg die Ebenen Rohans und führen den Angriff auf die Festung Helms Klamm durch. Dann jedoch greifen die Ents Isengart an. Sie leiten den Fluss Isen um und überfluten damit die Waffenschmieden und Behausungen der Orks und Uruk-hais. Nach dem Abfließen des Wassers wird die gereinigte Erde von den Ents wieder bepflanzt (Wachtwald).
Isengart gehört nicht zum Königreich Rohan, sondern wird von Gondor aus verwaltet. Auch Saruman ist dort zunächst nur Gast Gondors, bevor er Isengart für seine Zwecke verändert.
Sprachwissenschaftlich entstammt der Name Isengard urgermanischem Wortgut und ist ein Kompositum aus Isen (von u. a. altisländisch ísa[r]n „Eisen“) und gard (von altisländisch garðr „Wall, umzäunter Bereich“, zu Letzterer Bedeutung vgl. dt. Garten). Isengard heißt also so viel wie „Eisenwall“, was auch der Bedeutung im Westron von Mittelerde entspricht (siehe hierzu auch die Bedeutung des Namens Isen im Westron). Tolkien hatte als Professor für Linguistik ein großes Interesse daran, die von ihm niedergeschriebene Mythologie auch sprachlich in einen weltlich-europäischen Kontext einzubinden.

#### Minas Tirith
Minas Tirith („Turm der Wacht“) ist eine befestigte Stadt in Gondor, die am Ende des Zweiten Zeitalters von Anárion gegründet wird. Sie liegt angelehnt an den Gebirgsstock des Mindolluin, des östlichsten Berges des Weißen Gebirges. Ab 1640 D. Z. ist sie die Hauptstadt Gondors. Hier residieren seither die Könige von Gondor und nach der Unterbrechung der königlichen Linie die stellvertretenden Truchsessen. Die ursprünglich Minas Anor („Turm der Sonne“) genannte Stadt wird nach dem Fall von Minas Ithil im Jahr 2002 D. Z. in Minas Tirith umbenannt. Die Stadt besteht aus 7 Ringen, die jeweils von einer Mauer umgeben rund um den Wachturm-Felsen erbaut sind. Das Große Tor der Festung liegt im Osten. Auf Höhe des 4. Rings liegen die Gräber der Könige, in der Rath Dínen („Stille Straße“). Im Zentrum erheben sich drei weitere Ringe bis zur Zitadelle, die 700 Fuß über dem Großen Tor liegt. Die Stadt erhält den Beinamen „Weiße Stadt“, weil sie aus weißem Gestein erbaut ist. Von den Rohirrim wird sie „Mundburg“ genannt. Dank ihrer starken Befestigungen wird die Stadt nie von einem Gegner eingenommen. Vor den Toren der Stadt liegt der Pelennor, eine Ebene fruchtbaren Ackerlands, die sich bis zum Strom Anduin erstreckt. Sie ist von einer Mauer mit bewachten Toren umschlossen, dem Rammas Echor („Umschließender Wall“). Auf dem Pelennor findet im Ringkrieg die entscheidende Schlacht der Heere von Mordor gegen Gondor und seine Verbündeten statt. Dabei erleidet Saurons Streitmacht eine schwere und unerwartete Niederlage, als während der Belagerung der Stadt die Reiter von Rohan sowie die Truppen der südlichen Lehensherrschaften Gondors unter der Führung von Aragorn Minas Tirith zu Hilfe kommen. Théoden, König von Rohan, fällt in dieser Schlacht. Auch der als unbesiegbar geltende Heerführer Mordors und Anführer der Ringgeister, der Hexenkönig von Angmar, wird vernichtet.

#### Osgiliath
Osgiliath („Zitadelle der Sterne“), gegründet um 3320 Z. Z., ist die erste Hauptstadt Gondors. Auf halbem Wege zwischen Minas Anor und Minas Ithil auf beiden Ufern des Anduin gelegen, ist sie zunächst gemeinsamer Regierungssitz von Isildur und Anárion. Dank ihres Binnenhafens entwickelt sie sich auch zum Handelszentrum von Gondor.
Osgiliath bietet zum Zeitpunkt seiner größten Machtentfaltung einen überwältigenden Anblick. Die Dúnedain sind zwar allgemein nicht für Bescheidenheit bekannt, doch Osgiliath überragt alle anderen Städte und Bauten bei weitem. Der Anduin hat hier eine Breite von etwa einer halben Meile, die von der berühmten Steinbogenbrücke überspannt wird. Die Brücke kann zumindest von kleineren Booten mit eingelegten Masten durchfahren werden. Auf der Brücke stehen Häuser und Türme, darunter auch der mächtige „Turm der Sternenkuppel“. Dieser Turm wird von einer Sternenkuppel gekrönt, in der der Große Palantir aufbewahrt wird. Die Kuppel, die der ganzen Stadt ihren Namen gibt, entspricht einer schwarzen oder dunkelblauen Halbkugel mit großen, aufgetragenen Sternen aus Gold und Silber. Vermutlich befindet sich auch die Halle der Könige im selben Gebäude.
Der siebte König von Gondor, Ostoher, lässt die nahe gelegene Stadt Minas Anor (später in Minas Tirith umbenannt) erneuern, der dann die folgenden Könige den Vorzug als Sommerresidenz vor Osgiliath geben. Bis 1640 D. Z. bleibt Osgiliath aber weiterhin Gondors Hauptstadt und Königssitz.
Streitigkeiten um die Thronnachfolge in Gondor bringen in einem Bürgerkrieg 1437 D. Z. viel Verheerung über Osgiliath. Der sehr beliebte Eldacar (Geburtsname: Vinitharya), Sohn des Nordmenschen-Botschafters Valacar (und Enkel des Gondor-Königs Minalcar – Rómendacil) und der Nordmenschen-Königstochter Vidumavi streitet mit Castamir, dem nächsten Blutsverwandten des Königshauses von Gondor, um die Krone. Am Ende wird Eldacar von den Verbündeten des hochfahrenden und grausamen Castamir in Osgiliath belagert. Hunger und die Übermacht des Feindes lassen ihn schließlich einen erfolgreichen Ausbruch wagen. Aber den Bewohnern der an allen Ecken und Enden brennenden Stadt bleibt viel Not und Elend. Der berühmte „Turm der Sternenkuppel“ ist zerstört; der Palantír verschwindet in den Fluten des Anduin. Die große Brücke über den Anduin ist teilweise zerstört. Ihre Wiederherstellung ist für die zukünftige Stellung der Stadt im Reich von großer Bedeutung.
1636 D. Z. wird die Stadt von der Pest (dem Schwarzen Tod) heimgesucht, der viele Einwohner zum Opfer fallen. Die meisten derjenigen, die durch Flucht überleben, kehren nicht wieder zurück, und im Jahr 1640 D. Z. wird der königliche Hof nach Minas Anor verlegt.
2475 D. Z., in den letzten Jahren des Truchsessen Denethor I., fallen erstmals Orks von Mordor aus in die Provinz Ithilien ein und überrennen das Land sowie das noch immer von einigen Menschen bewohnte Osgiliath. Der Sohn Denethors I., Boromir (nach dem Boromir, Sohn des Truchsessen Denethor II. zur Zeit des Ringkrieges, benannt ist), besiegt zwar die Uruk-Horde, doch Osgiliath liegt nun endgültig in Trümmern, die Brücke über den Anduin ist zerstört.
Die letzten Reste Osgiliaths, in denen sich die Truppen Gondors während des Ringkrieges verschanzt halten, werden von den die Stadt belagernden Orkverbänden im Juni 3018 (Osthälfte) und im März 3019 (Westhälfte) eingenommen und weitgehend zerstört.

#### Minas Ithil
Minas Ithil („Turm des Mondes“) ist ursprünglich eine zum Königreich Gondor gehörende Stadt und Festung in einem Tal des Schattengebirges am Ostrand der Provinz Ithilien. Gegründet wurde die Stadt nach dem Untergang Númenors 3320 Z.Z. von Isildur, der sie als Wohnsitz wählte. Im Mondturm, errichtet auf dem höchsten Platz der Stadt, wird einer der Palantíri aufbewahrt. Eine Brücke stellt den einzigen Zugang zur Stadt dar. Sie wurde nach der ersten Niederlage Saurons direkt an der Grenze seines Reiches Mordor gebaut, um den oberhalb der Stadt liegenden Pass nach Mordor zu sichern.
Eine gut ausgebaute, gepflasterte Straße führt von Osgiliath nach Minas Ithil. Diese Straße kreuzt an der sogenannten Wegscheide die große Handels- und Heerstraße, die Ithilien in Nord-Süd-Richtung durchläuft. Auf der Kreuzung ist ein Königsdenkmal errichtet.
Die nach Minas Ithil führende Straße führt weiter an der Stadt vorbei über den Namenlosen Pass des Schattengebirges nach Mordor. In der Nähe der Stadt liegt auch der steile Gebirgspass Cirith Ungol („Spinnenspalte“), der von der Kreatur Kankra bewohnt wird und den Frodo auf seinem Weg nach Mordor einschlägt. Dieser Pass ist durch eine eigene Festung gesichert. Diese Festung wird auch „Der Turm von Cirith Ungol“ genannt.
2002 D. Z. wird Minas Ithil von den Nazgûl erobert und erhält daraufhin den Namen Minas Morgul („Turm der (schwarzen) Magie“ oder „Turm des Magiers“). Gleichzeitig wird die Schwesterstadt Minas Anor in Minas Tirith umbenannt.
Um die Mauern der Festung leuchtet jetzt ein fahles, geisterhaftes Licht. Die Spitze des Mondturms dreht sich langsam hin und her wie ein riesiger, gespenstischer Kopf. Am Anfang der Brücke zur Stadt werden entfernt menschenähnliche, aber entstellte steinerne Köpfe aufgestellt. Die Königsstatue auf der Wegscheide wird von Orks geschändet. Sterbliche Wesen fürchten diese Stadt, die ganz und gar in den Schatten fällt. Das Tal wird Geistertal genannt, der im Tal verlaufende Fluss erhält den Namen Morgulduin („Fluss der Schwarzen Magie“), und die Straße zum Pass nach Mordor ist als Geisterstraße bekannt.
Schrecken und Krieg gehen jetzt von Minas Morgul aus, bis Ithilien völlig entvölkert ist. Nur noch die Waldläufer des Südens machen für einige Zeit dieses Land noch für Feinde unsicher, doch werden sie im Laufe der Zeit immer weiter zurückgedrängt und trauen sich schließlich nicht mehr nahe an die Geisterstadt heran.
Im Ringkrieg bricht ein Teil des riesigen Heeres, das den Angriff auf Osgiliath und die Belagerung von Minas Tirith durchführt, unter Führung des Hexenkönigs von Angmar, dessen Sitz Minas Morgul ist, von dort aus auf.
Nach dem Sieg über Sauron wird die Schreckensstadt von den siegreichen Menschen nicht wieder besiedelt, sondern zerstört.

#### Argonath
Die Argonath („Steine der Könige“), auch Tore von Argonath oder Säulen der Könige genannt, sind zwei Monumente in Form von gewaltigen Steinsäulen mit den eingemeißelten Bildnissen von Isildur und Anárion. Sie stehen auf beiden Seiten des Flusses Anduin, am nördlichen Zufluss zum Nen Hithoel. Sie werden 1340 D. Z. im Auftrag von Rómendacil II. gebaut und kennzeichnen die damalige nördliche Grenze Gondors. Beide Figuren tragen einen Helm und eine Krone. Sie halten die linke Hand in einer Geste der Warnung erhoben, während sie in der rechten Hand eine Axt tragen.
Die Gemeinschaft des Ringes passiert auf ihrer Reise auf dem Anduin von Lórien in Richtung Süden die Argonath am 25. Februar 3019 D. Z.

### Harad
Harad („Süden“, oder „Südland“) bezeichnet die Länder südlich von Gondor und Mordor, jenseits des Flusses Harnen, die im Zweiten Zeitalter von Númenor unterworfen werden. Es wird grob unterteilt in Nah-Harad und Weit-Harad. Harad bildet kein einheitliches Herrschaftsgebiet, sondern ist aus vielen kleinen Reichen zusammengesetzt, die untereinander Krieg führen und von denen sich einige mit Sauron verbünden. Eines dieser Reiche, wahrscheinlich das gefährlichste, ist Umbar, ehemals eine Stadt von Gondor, das eine riesige Schiffsflotte besitzt. Die Länder von Harad stellen daher gegen Ende des Dritten Zeitalters, zur Zeit des Ringkrieges, eine ständige Bedrohung für die südlichen Grenzen von Gondor dar.

### Mordor
Mordor („Schwarzes Land“) heißt das Land östlich von Ithilien und südlich des Rhûnwaith. Es wird begrenzt von den Ered Lithui („Aschengebirge“) im Norden und den Ephel Dúath („Schattengebirge“) im Westen und Süden.
Nach dem Krieg des Zorns und der Verbannung Morgoths wird Mordor zur neuen Brutstätte des Bösen in Mittelerde. Hier errichtet Sauron von der Mitte des Zweiten Zeitalters an sein Reich und seine Hauptfestung Barad-dûr („Dunkler Turm“), einen großen Turm im Nordwesten Mordors. Nach dem Untergang Númenors zieht sich Sauron wiederum nach Mordor zurück.
Der Hauptzugang nach Mordor führt durch die am südlichen Ende der Walstatt gelegene Cirith Gorgor („Geisterspalte“) bei Udûn („Hölle“) im Nordwesten von Mordor. Er ist durch das Morannon („Schwarzes Tor“) und zwei große Wachtürme („Die Zähne von Mordor“) befestigt. Zwei wichtige Straßen führen zu diesem Tor: die Mordorstraße aus Richtung Rhûn (Nordosten) und die gut ausgebaute Handels- und Heerstraße aus Ithilien und Harad (Süden).
Nach Mordor hinein gibt es auch mehrere Pässe, die nach dem Sieg über Sauron durch das „Letzte Bündnis“ aus Elben und Menschen von Festungen und Türmen Gondors überwacht werden. Der bekannteste, der Namenlose Pass, führt von Ithilien aus oberhalb von Minas Ithil (später Minas Morgul) über das Schattengebirge.
Kurz vor Minas Morgul zweigt von der Pass-Straße ein Pfad ab, der über den steilen Spinnenpass Cirith Ungol führt. Dieser Weg ist am oberen Ende von einer Festung bewacht, die zur Zeit des Ringkrieges von Orks bemannt ist. In den Höhlen unterhalb des Passes lebt die riesige Spinne Kankra.
Der nördlichste und am wenigsten bekannte Pass führt bei der Festung Durthang („Dunkelbezwinger“) von Nordithilien kommend über die Nordwestecke des Schattengebirges und der Aschenberge nach Mordor. Außerdem bauen die Númenorer die Wachanlagen Narchost („Feuerzahn“) und Carchost („Reißzahnfeste“) vor der Geisterspalte. Weit im Süden auf dem Nargil-Pass, der Khand und Nurn verbindet, steht ab dem 11. Jahrhundert wohl ebenfalls eine Festung Gondors.
In den Feuern des Schicksalsberges (Orodruin), der sich aus der Ebene von Gorgoroth erhebt, schmiedet Sauron während des Zweiten Zeitalters den alle anderen Ringe beherrschenden Einen Ring. Dieser wird am Ende des Dritten Zeitalters in eben jenem Berg zerstört, nachdem der Ring vom Auenland dorthin gebracht wurde.
Im Osten und Süden von Mordor liegen große Länder, in denen Sauron seine gewaltigen Menschenarmeen für den Ringkrieg rekrutiert (Nurn, Rhûn und Harad). In der Ebene von Gorgoroth sammelte er im Ringkrieg seine Streitmacht.

#### Barad-dûr
Barad-dûr („Dunkler Turm“), in der Sprache der Orks auch Lugbúrz, ist die Festung Saurons in Mordor. Sie befindet sich am Ende eines langen Sporns des Aschengebirges am Nordrand des Landes. Barad-dûr überblickt die gesamte Hochebene von Gorgoroth. Eine Straße führt vom Dunklen Turm nach Nordwesten zum Schwarzen Tor, ungefähr 100 Meilen entfernt. Der Schicksalsberg liegt etwa 30 Meilen westlich. Die Straße dorthin läuft vom westlichen Eingang des Turms über einen Abgrund, der von einer Eisenbrücke überspannt wird, und dann weiter über die Gorgoroth-Ebene zur Ostseite des Schicksalsberges.
Der Dunkle Turm ist eine unüberwindliche Festung. Er besteht aus Adamant, seine Tore aus Stahl. Mit seinen vielen Wänden, Türmen, Zinnen und Aufsätzen bildet er ein riesiges schwarzes Denkmal des Bösen. Den höchsten Aufsatz bildet eine mächtige Eisenkrone, von wo aus Saurons Auge Wolken, Stein, Stahl und Fleisch mit seinem Blick durchbohrt. Im Fensterlosen Turm befinden sich viele Waffenkammern.
Sauron beginnt mit dem Bau des Dunklen Turms um das Jahr 1000 Z. Z., als er Mordor zu seinem Hauptstützpunkt erkoren hat.
Nach dem Sieg des „Letzten Bündnisses“ über Sauron wird Barad-dûr geschleift. Seine Grundmauern bleiben jedoch erhalten, weil die Macht Saurons, eingeflossen in den von ihm geschmiedeten Einen Ring, weiter besteht.
Sauron kommt 1050 D. Z. wieder nach Mittelerde und erbaut eine neue Festung am Südrand des Düsterwaldes, Dol Guldur. 2941 D. Z. kehrt Sauron heimlich nach Mordor zurück und zeigt sich dort wieder offen ab 2951 D. Z. Zu dieser Zeit beginnt er auch mit dem Wiederaufbau des Dunklen Turms. Er verwahrt dort auch einen Palantir, bei dem es sich vermutlich um den von den Nazgûl in Minas Ithil erbeuteten Stein handelt.
Gollum wird 3017 D. Z. an der Grenze Mordors gefangen genommen, in den Dunklen Turm geschafft und gefoltert, später jedoch wieder freigelassen.
Mit der Vernichtung des Einen Rings im Feuer des Orodruin am Ende des Dritten Zeitalters geht Saurons Macht endgültig verloren, und der Dunkle Turm stürzt in sich zusammen.

#### Festung Durthang
Durthang („Dunkle Unterdrückung“) wird von Baumeistern aus Gondor nach dem Sieg über Sauron zu Beginn des Dritten Zeitalters errichtet. Die zunächst als Schloss gebaute Festung sichert unter anderem einen nahe gelegenen Pass, um die Rückkehr von überlebenden Dienern Saurons nach Mordor zu verhindern. In der Festung können große Truppenverbände untergebracht werden.
Durthang liegt in den Bergen des Schattengebirges (Ephel Duath) an einer Stelle, wo ein schmaler Grat von der Hauptkette aus nach Osten vorstößt. Dieser Grat trifft nach etwa 50 Meilen auf die Aschenberge (Ered Lithui). Auf halbem Weg wird er durch die Isenmünde (auch: Isenmaul) durchbrochen, das innere Tor Mordors. Die Festung steht auf einem der niedrigeren Gipfel, wahrscheinlich genau am Ursprung dieses Grats.
Bemerkenswert ist, dass Gondor hier nicht nur eine militärische Festung, sondern ein Schloss errichtet. Wahrscheinlich lässt es sich in dem scheinbar friedlichen Gebiet der Gorgoroth-Ebene ganz gut leben. Möglicherweise wandelt sich die Ebene in all den ruhigen Jahrhunderten zu einer Steppenlandschaft. Im 11. Jahrhundert des Dritten Zeitalters, zur Blütezeit Gondors, werden die Festungen um Mordor nochmals verstärkt und neue errichtet, besonders auch in Nurn. Aber schon ein Jahrhundert später nimmt die Wachsamkeit im inzwischen unglaublich reichen, aber trägen Gondor wieder ab, und die Festungen beginnen zu verfallen. Niemand glaubt noch, dass jemals wieder ein böser Schatten auf Mittelerde fallen könne. Spätestens nach der Großen Pest 1636 werden die letzten wichtigen Überwachungspunkte in Mordor und Nurn aufgegeben. Noch immer herrscht einträglicher Friede.
Nach der erneuten Inbesitznahme des Landes durch Sauron wird Durthang erneuert und wohl auch als Operationszentrale für Angriffe auf Ithilien genutzt: Hinter der Festung gibt es noch alte geheime Wege aus der Glanzzeit Gondors, die zu Ende des Dritten Zeitalters nur noch wenigen bekannt sind. Sie sind von Ithilien aus nicht einsehbar, so dass nicht einmal Gollum sie finden kann, der daher Cirith Ungol für den einzigen Pass nach Mordor hinein hält (oder es zumindest behauptet).

#### Gorgoroth
Gorgoroth („Tal der Schrecken“) ist eine Hochebene im Nordwesten Mordors. Sie erstreckt sich von den Ered Lithui und dem Udûn-Tal im Norden bis zu der heraustretenden Bergkette aus den Ephel Dúath im Süden und von den Ephel Dúath und Minas Morgul im Westen bis zur heraustretenden Bergkette aus den Ered Lithui im Osten. Saurons Festung Barad-dûr befindet sich auf der Gorgoroth, ebenso wie der Orodruin, der Schicksalsberg.

#### Nurn
Nurn ist der größte Landesteil Mordors. Er liegt an den Ufern des Nurnenmeeres und macht in etwa die südliche Hälfte Mordors aus. Nurn ist die „Kornkammer Mordors“. Die dort lebenden Menschen werden wirtschaftlich von Sauron ausgebeutet und versklavt.
Nach dem Ringkrieg, im Vierten Zeitalter, werden Lithlad und Nurn zu einem Königreich unter der Herrschaft der Menschen von Nurn zusammengefasst.

### Rhovanion

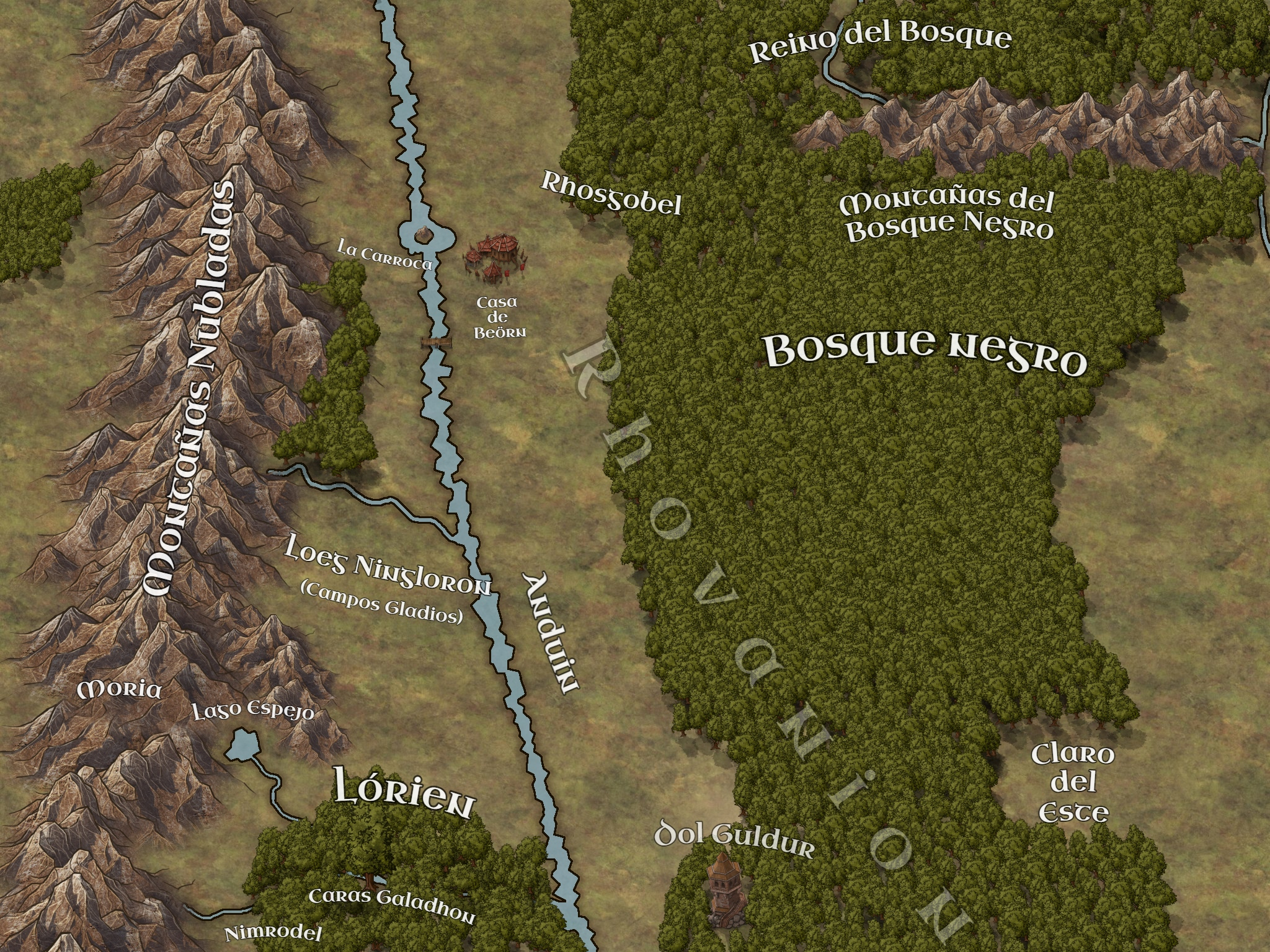
Rhovanion-Regionskarte

Das Wilderland liegt auf der östlichen Seite der Hithaeglir, der Nebelberge. Rhovanion ist nur spärlich besiedelt. Zeitweise gehören einige Regionen des Wilderlands zu Gondor.
Im Norden Rhovanions, bei den Quellen des Anduin, lebt zunächst das Volk, das größtenteils unter Eorl dem Jungen nach Rohan zieht und dort als Rohirrim bekannt wird.
Das Zentrum Rhovanions bildet der Düsterwald, der im Süden von Orks, im Norden von Waldelben besiedelt ist. Im Nordosten Rhovanions liegt Esgaroth am langen See. Esgaroth treibt Handel mit den Nordmenschen, die noch südlich des Eiligen Flusses leben. Etwas weiter nördlich liegt Thal, das von Nordmenschen, aber auch von Zwergen bewohnt ist. Thal wird von dem Drachen Smaug zerstört, doch nach dessen Tod unter Dain Eisenfuß wieder aufgebaut. Am Ostrand Rhovanions liegt Dorwinion. Dort leben die Dorwinrim, Verwandte der Rohirrim.
Rhovanion ist für den „Hobbit“ letztlich durch Spiegelung Beleriands entstanden. Bei Vertauschung der Himmelsrichtungen Ost und West und Beibehaltung von Nord und Süd entspricht somit das Nebelgebirge den Blauen Bergen, der Anduin dem Gelion, der Nachtwald/Düsterwald dem Wald von Doriath mit seinen Waldelben, die schon lange im Streit mit den Zwergen leben, und schließlich die unterirdische Zwergensiedlung am Einsamen Berg Nargothrond. Erst beim Schreiben des „Herrn der Ringe“ wurden beide Geographien vereinigt.

#### Esgaroth und Thal
Esgaroth („Schilfsee“) ist eine Stadt der Menschen im südwestlichen Teil des Langen Sees in Rhovanion, die auf Pfählen aus Holz in den Langen See gebaut ist. Durch ihre günstige Lage und den Langen Fluss als Transportweg blüht der Handel mit dem Königreich der Waldelben aus dem Düsterwald. Nach der Zerstörung der Stadt durch Smaug im Jahr 2941 D.Z. wird sie mit einem Teil des Goldes aus dem Drachenhort wieder aufgebaut.
Nach dem Tod Smaugs gibt es auch wieder einen König in Esgaroth, das bis dahin von Bürgermeistern und dem Rat regiert wurde. Der erste König ist Bard, der Krieger, der den Drachen Smaug mit seinem Pfeil getötet hat, und die Königswürde wird danach noch sehr lange Zeit in seiner Familie weitervererbt.
Thal wird um das Jahr 1856 des Dritten Zeitalters von den Nordmenschen nördlich des Langen Sees am Fuße des Berges Erebor (Sindarin für „Einsamer Berg“) gegründet und durch ihren Handel und den Wissensaustausch mit den Zwergen aus dem Erebor schnell zu einer „reichen“ Stadt, die für ihre besondere Handwerkskunst und magisches Spielzeug bekannt ist, bis sie 2770 D.Z. durch den Drachen Smaug völlig zerstört wird. Nach der Vernichtung des Drachen Smaug wird sie durch Bard, den Drachentöter, im Jahr 2942 D.Z. neu errichtet, wo dieser als König von Thal und Esgaroth residiert.

### Rhûn
Rhûn („Osten“) ist die Gegend im Osten Mittelerdens, südöstlich von Dorwinion. In seiner Mitte liegt das große Binnenmeer von Rhûn, möglicherweise ein Überbleibsel des Meeres von Helcar. Im Ersten Zeitalter befanden sich an seinem Ostufer die Lande Cuiviénen und Hildórien, wo Menschen und Elben erwachten. Im Osten liegt das Rote Gebirge (Orocarni), woher vier der sieben Zwergenfamilien stammten. Im Dritten Zeitalter waren die Region und die Steppen östlich davon Heimat der Ostlinge, Balchoth und Wagenfahrer, ehemals Knechte Morgoths und später in Diensten Saurons. Sauron versteckte sich dort in den ersten Jahren dieses Zeitalters. Die Blauen Zauberer Alatar und Pallando gingen dorthin und blieben dort.

### Khand
Über das Land südöstlich von Mordor ist wenig bekannt. Es grenzt im Nordosten an Rhûn, im Westen an Nah-Harad. Die Bewohner von Khand sind Reiter wie die Menschen von Rohan und werden Variags genannt. Khand stand unter dem Einfluss Mordors. 1944 D. Z. griffen sie zusammen mit den Wagenfahrern des Ostens Gondor an und unterstützten Sauron später im Ringkrieg.

### Berge und Gebirgsmassive

#### Nebelgebirge
Das Nebelgebirge (Sindarin: Hithaeglir) ist ein langer, von Nord nach Süd verlaufender Gebirgszug in Mittelerde, der Eriador vom Tal des Flusses Anduin trennt. Es erstreckt sich über etwa 900 Meilen von Carn Dûm im Norden bis zur Pforte von Rohan im Süden, an der sich Nebelgebirge und Weißes Gebirge nahe kommen. Einer der berühmtesten Berge im Nebelgebirge ist der Caradhras („Rothorn“) mit dem Rothornpass, unter dem sich die Minen von Moria befinden. In der Schlucht des Flusses Bruinen („Lautwasser“) an der Westseite des Gebirges liegt Bruchtal, an seiner Ostseite u. a. der Goldene Wald des Waldelbenreiches Lothlórien sowie der Fangorn-Wald. In einem Tal ganz im Süden des Gebirges, nahe der Pforte von Rohan, liegt das zu Gondor gehörende Isengart mit dem Turm Orthanc.
Weit nördlich im Nebelgebirge befindet sich Carn Dûm, die Hauptfestung des Hexenkönigs von Angmar. 1975 D. Z. wird der Hexenkönig in der Schlacht von Fornost besiegt und flieht.

##### Moria
Moria (Sindarin für „schwarze Kluft“ oder „Abgrund“) wird auch Hadhodrond („Zwergengrotte“) genannt. Im Zwergischen (Khuzdul) nennt man sie Khazad-dûm („Zwergen-Hallen“, „-heim“, „-grube“, „-binge“); im Noldorin Casarrondo; im Westron Phurunargian. Moria ist die größte und lange Zeit bedeutendste Stadt und Mine der Zwerge im mittleren Nebelgebirge. Sie liegt im Inneren der Berge Caradhras („Rothorn“), Celebdil („Silberzinne“) sowie Fanuidhol („Wolkenkopf“), und erstreckt sich vom West- bis zum Osttor über wenigstens 40 Meilen. Moria wurde im Ersten Zeitalter von Durin I. selbst gegründet.
Zu Beginn des Zweiten Zeitalters wurde in den Minen von Moria Mithril (Moria-Silber) gefunden. Damit begann die Freundschaft mit den Noldor in Eregion unter der Herrschaft von Celebrimbor. Doch die Zwerge gruben auf ihrer Suche nach Gold und Mithril zu tief und weckten im Jahr 1980 D. Z. einen Balrog von Morgoth. Der Dämon aus der Alten Welt tötete König Durin VI. (1731–1980 D. Z.) und ein Jahr später seinen Sohn Náin I. (Er wurde daher von den Zwergen auch als „Durins Fluch“ bezeichnet.) Dies leitete den Niedergang von Moria ein, sein Volk floh oder wurde vernichtet. Im Jahr 2989 D. Z. unternahm eine große Gruppe von Zwergen aus Erebor unter Balin den Versuch einer Neubesiedelung; dieser scheiterte jedoch schon nach fünf Jahren durch einige Orks, welche die Zwerge auslöschten. Zur Zeit des Ringkriegs ist der westliche Eingang Morias durch eine Geheimtür gesichert, während der östliche Zugang offensteht.
Moria wird von den Gefährten auf ihrem Weg nach Mordor im Januar 3019 durchquert. In der Archivkammer mit Balins Grabmal werden die Gefährten von Orks überfallen, deren Übermacht sie sich nur kurzzeitig erwehren können. Sie entkommen zunächst durch einen Geheimgang. Auf ihrem weiteren Weg begegnen sie dem Balrog, der noch immer in den Tiefen von Moria haust. Gandalf stellt sich ihm in den Weg, um seinen Gefährten die Flucht zu ermöglichen. Es gelingt ihm, Durins Brücke zum Einsturz zu bringen und den Balrog so in die Tiefen Morias stürzen zu lassen. Er wird jedoch selbst mit in den Abgrund gerissen.
Moria mag nach dem Sturz Saurons eine Renaissance erlebt haben; jedenfalls schmiedeten die Zwerge unter Gimli zu Beginn des Vierten Zeitalters neue Tore aus Mithril und Stahl für die Stadt Minas Tirith. Dazu müssen sie immerhin Minen in der alten Zwergenstadt unterhalten haben, da Moria-Silber sonst nirgendwo vorkam. Als im Vierten Zeitalter die Zwerge noch einmal eine Blütezeit erleben, ist Durin VII. ihr König, der letzte aus Durins Volk.

##### Schattenbachtal
Das Schattenbachtal (Sindarin: Nanduhirion; Khuzdul: Azanulbizar „Tal der schattigen Bäche“) verläuft vom Osttor Morias in nördlicher Richtung bis zum Schattenbachsteig und hinauf zum Rothornpass. Südöstlich im Tal liegt der Spiegelsee (Khuzdul: Kheled-zâram) und die Quelle des Flusses Silberlauf (Khuzdul: Kibil-nâla), die in einen steinernen Brunnen gefasst war. Hier fand im Jahr 2799 D. Z. die große Schlacht der Zwerge gegen die Orks im Schattenbachtal statt. Da die Zwerge alle Bäume gefällt hatten, um die Toten dieser Schlacht entgegen ihrer Tradition zu verbrennen, blieb das Tal fortan kahl. Die Gefährten der Ringgemeinschaft kamen in das Schattenbachtal nach dem Sturz Gandalfs und ihrer anschließenden Flucht aus Moria.

##### Carn Dûm
Carn Dûm war die Hauptfestung des Hexenkönigs von Angmar, der während des Ringkrieges noch einmal eine bedeutende Rolle spielen sollte. Carn Dûm befand sich am Nordende des Nebelgebirges. Der Herr der Nazgûl errichtete seine Herrschaft um 1300 und wurde als Hexenkönig von Angmar bekannt. Carn Dûm war seine Residenz und er blieb dort lange Jahre mit seinen verdorbenen Geschöpfen, ohne größere militärische Operationen durchzuführen. Erst 1974 führte der Hexenkönig einen Angriff vom Carn Dûm aus gegen die Dúnedain. Doch in der Schlacht von Fornost 1975 wurde er besiegt und floh aus seinem Reich.
Carn Dûm bedeutet „Rotes Tal“ und leitet sich ab von carn, caran („rot, rötlich“) und tum, was „tiefe Senke“ oder „tiefes Tal“ bedeutet.

#### Weißes Gebirge
Das Weiße Gebirge, im elbischen Ered Nimrais („Berge der weißen Hörner“), sind mit den Alpen vergleichbar. Es erstreckt sich von Minas Tirith im Osten bis zur Pforte von Rohan im Norden und dem Kap von Andrast im Westen. Als einziger Weg durch die Ered Nimrais werden die Pfade der Toten erwähnt, ein Tunnel, der unter dem Gebirge hindurchführt. Am Fuße der Ered Nimrais im Norden liegt Edoras und etwas nördlicher Helms Klamm und die glitzernden Grotten von Aglarond. In der Nähe davon liegt das Hargtal mit der Festung Dunharg. Zwischen Edoras und Minas Tirith befinden sich auf sieben ausgewählten Bergspitzen des Gebirges Leuchtfeuer, die von Gondor eingerichtet und unterhalten werden, um in Kriegszeiten die Verbündeten in Rohan zu Hilfe zu holen.

#### Schattengebirge
Das Schattengebirge, elbisch Ephel Dúath („Zaun des Schattens“) genannt, bezeichnet das kahle und steile Gebirge, welches die Westgrenze Mordors bildet. Im Norden schließt es an das Ered Lithui („Aschengebirge“) an. Über das Schattengebirge gibt es nur zwei bekannte Übergänge, Cirith Gorgor („Schreckenspass“) am Morannon („Schwarzes Tor“) und Cirith Ungol („Spinnenpass“) oberhalb von Minas Morgul („Turm des Magiers“).

#### Aschengebirge
Das Aschengebirge, elbisch Ered Lithui, bildet die Nordgrenze Mordors und endet im Westen mit dem Morannon („Schwarzes Tor“). An einem südlichen Ausläufer liegt Saurons Festung Barad-dûr („Dunkler Turm“).

#### Trollhöhen
Die Trollhöhen sind ein bewaldetes Hügelland nordwestlich von Bruchtal, in dem noch zu Zeiten Bilbo Beutlins Trolle zu Hause waren. Am südlichen Rand der Trollhöhen zieht sich die Große Oststraße hin, die eigentliche Südgrenze des Gebiets bildet aber – noch ein wenig südlicher – der dem Nebelgebirge entspringende, in der Nähe von Bruchtal vorbeiziehende Fluss Lautwasser (Bruinen). Das westliche und nördliche Ende der Höhen wird vom ebenfalls aus dem Nebelgebirge kommenden Fluss Weißquell bestimmt, den die Große Oststraße bei der „Letzten Brücke“ überquert.
Das Ostende der Trollhöhen bildet der Gebirgsstock des Nebelgebirges. Hier zeigt sich auch, dass die Trollhöhen ein westlicher Ausläufer dieses riesigen Bergmassives sind.
Im Nordwesten der Trollhöhen, am Fluss Weißquell gelegen, finden sich die Ruinen der einstigen Hauptstadt Cameth Bin des Königreiches Rhudaur. Auch die Reste des Signalturmes Tirbarad Terg sind noch zu sehen. Man kann diese verlassene Stätte über die fast völlig verwachsene Angmar-Straße erreichen, die im Süden der Trollhöhen mit der Großen Oststraße zusammentraf.

#### Eisenberge
Die Eisenberge, elbisch Ered Engrin, werden von Melkor im Norden von Mittelerde als Schutzwall für seine Festungen Utumno und Angband geschaffen. Nach der Zerstörung Utumnos werden sie von Aule teilweise abgetragen. Nach dem „Krieg des Zorns“ werden sie ins Meer gekippt. Überbleibsel sind die Berge von Angmar, die Ered Mithrin, nördlich des Düsterwaldes, und die Eisenberge, östlich des Erebors. Die Eisenberge sind vermutlich vulkanischen Ursprungs, da sie in den Schlachten von Beleriand Feuer speien.

#### Blaue Berge
Die Blauen Berge, elbisch Ered Luin oder auch Ered Lindon („Singende Berge“) genannt, bilden im Ersten Zeitalter die Ostgrenze von Beleriand. In den Ered Luin liegen die Zwergenstädte Nogrod und Belegost. Als Beleriand im Krieg des Zorns vom Meer verschlungen wird, werden auch die Zwergenstädte vernichtet. Seither sind die Blauen Berge im Nordwesten von Mittelerde zu finden. Als Smaug den Einsamen Berg erobert, fliehen die Zwerge aus Durins Volk in die Ered Luin und errichten dort ihre Exilstadt. Hier wird unter anderem Gimli, einer der Neun Gefährten, geboren.

#### Graue Berge
Die Grauen Berge, elbisch Ered Mithrin, sind wie die Eisenberge ein Überrest des Gebirgswalls, den Melkor als Schutz für seine Festungen Utumno und Angband geschaffen hatte. Sie erstrecken sich vom Gundabadberg im Norden des Nebelgebirges nördlich über den Düsterwald bis in die Region nördlich des Einsamen Berges. Sie galten als Brutstätte der Drachen, die ab 2200 des Dritten Zeitalters die Zwerge aus Durins Volk bedrängten und diese schließlich 2589 aus dem Gebirgszug vertrieben. Bis zur „Schlacht der Fünf Heere“ im Jahr 2941 waren die Grauen Berge zudem Wohnstatt einer großen Anzahl Orks. Im Westron („Gemeinsame Sprache“) wurden sie „Graues Gebirge“ genannt.

#### Der Einsame Berg
Der Einsame Berg wird in der Sprache der Elben Erebor genannt. Er liegt östlich des Düsterwaldes, nördlich der Stadt Esgaroth am Langen See. Das Königreich Thal liegt direkt an den Ausläufern des Berges und wird von den Nordmenschen bewohnt.
Nachdem die Zwerge von einem Balrog und den Orks aus Moria vertrieben wurden, gründet Thráin I. im Erebor das „Königreich unter dem Berg“.
2770 D. Z. wird der Erebor vom Drachen Smaug erobert. Die Zwerge und die Bewohner von Thal werden von ihm getötet oder vertrieben. Smaug bemächtigt sich der Schätze der Zwerge und nistet sich in der Schatzkammer ein. 2941 D. Z. wird er im Rahmen des Versuchs von Thorin Eichenschild, den Schatz mit Hilfe von zwölf anderen Zwergen und dem Hobbit Bilbo Beutlin zurückzuerobern, von dem Bogenschützen Bard in Esgaroth getötet.
Kurz nach Smaugs Tod findet am Berg die „Schlacht der Fünf Heere“ statt, in der die Zwerge gemeinsam mit den Menschen von Thal und den Elben des Düsterwalds gegen ein großes Heer aus Orks und Wargen kämpfen. Nach dem Sieg der verbündeten Zwerge, Elben und Menschen wird die traditionelle Feindschaft zwischen den Elben und den Zwergen vom Einsamen Berg begraben.
Während des Ringkrieges wird der Erebor von Ostlingen belagert, kann ihnen aber standhalten.

#### Der Schicksalsberg
Der Schicksalsberg, im Elbischen Amon Amarth oder Orodruin („Feuerberg“) genannt, ist ein Vulkan im Nordwesten von Mordor und der Ort, an dem Sauron im Zweiten Zeitalter den Ring der Macht schmiedet, um alle Völker Mittelerdes zu unterwerfen. In den Feuern des Schicksalsberges geschaffen, kann der Eine Ring nur dort vernichtet werden. Am Ende des ersten Ringkrieges, als Sauron von den vereinten Armeen der Elben und Dunédain besiegt wird, lässt Isildur, Elendils Erbe, die Gelegenheit verstreichen, den Ring in den Feuern des Schicksalsberges zu zerstören, und behält den Ring für sich.
Der Schicksalsberg ist das Ziel der Reise von Frodo und Sam, die den nahezu unmöglichen Auftrag erhalten, den Ring in die Schicksalsklüfte zu werfen und ihn damit zu zerstören. An diesem Ort endet schließlich der Ringkrieg, als Gollum mit dem Ring in die Feuer des Berges fällt und damit Sauron besiegt wird, dessen Macht auf der Kraft des Ringes beruht.

#### Die Wetterspitze
Die Wetterspitze, elbisch Amon Sûl („Windberg“), ist die südlichste Erhebung der Wetterberge in Eriador. An der Wetterspitze treffen sich die drei Königreiche Arthedain, Rhudaur und Cardolan, die aus dem zerfallenen Königreich Arnor entstanden sind. Auf dem Berg befindet sich ein Wachturm, der einen der Palantíri beherbergt. Der Turm wird im Dritten Zeitalter von einem Heer aus Angmar zerstört.
Als Frodo sich mit seinen Gefährten unter der Führung von Aragorn auf dem Weg von Bree nach Bruchtal befindet, wird die Gruppe auf der Wetterspitze von Nazgûl angegriffen. Auch Gandalf, der sie dort treffen wollte, ist kurz zuvor bereits auf dem Berg von Nazgûl angegriffen worden.
Einer Sage nach blickte Elendil von dort aus nach Westen, bis er das Glitzern der Rüstungen von Gil Galads Heer sah, welches sich mit seinem zusammenschloss, um gegen Sauron in den Krieg zu ziehen.

### Wälder

#### Düsterwald
Der Düsterwald (im Hobbit als „Nachtwald“ bezeichnet) ist ein Wald im Norden Mittelerdes, der östlich des Flusses Anduin liegt. Früher hieß er der „Große Grünwald“, doch nach dem Ende des Krieges des letzten Bündnisses, in dem Sauron den Einen Ring verlor, zog sich sein Geist in die Festung Dol Guldur im Süden des Waldes zurück. Fortan war der Wald nicht mehr sicher und erhielt seinen heutigen Namen. Im nördlichen Teil wohnen die Grün- bzw. Waldelben, zu denen auch Legolas und Thranduil, Fürst des Waldes und Legolas' Vater, gehören. Nach dem Ende des Ringkrieges kam der südliche Teil zu Lórien. Den Düsterwald durchqueren zwei Wege von West nach Ost: der sogenannte Elbenweg im Norden und die Alte Waldstraße weiter südlich. Nach dem Ringkrieg wurde das Waldgebiet, nun befreit von allen dunklen Kreaturen, nochmals umbenannt und trägt seither den Namen Eryn Lasgalen („Wälder der grünen Blätter“).
Die englische Bezeichnung Mirkwood ist dem Namen und der Konzeption nach direkt der Edda entnommen. Der altnordische Name Myrkviđr bedeutet „der dunkle Wald“.

##### Dol Guldur
Nachdem Sauron am Ende des Zweiten Zeitalters besiegt worden war, kam sein Geist um das Jahr 1050 zurück und verblieb im Turm Dol Guldur („Hügel der Magie“) auf dem Berg Amon Lanc („Nackter Berg“) im großen Grünwald. Zu jener Zeit fiel ein Schatten auf den großen Grünwald, und man nannte ihn von da an Düsterwald. Während man zuerst vermutete, dass diese böse Macht von einem der Nazgûl ausginge, kam Gandalf, nachdem er sich im Jahr 2063 des D. Z. nach Dol Guldur geschlichen hatte, zu der Meinung, dass diese Macht der zurückgekehrte Geist Saurons sei. Sauron aber floh vor Gandalf, da seine Macht noch nicht wieder erstarkt war.
400 Jahre später kehrte Sauron mit vermehrter Macht nach Dol Guldur zurück und verweilte dort. Die Menschen, die vor jenem Gebiet Furcht hatten, nannten ihn noch Beschwörer der Toten, denn seine wahre Identität blieb ihnen noch verborgen. Im Jahr 2850 ging Gandalf noch einmal nach Dol Guldur und erkannte ohne Zweifel, dass dessen Gebieter Sauron war. Auch fand er in den Kerkern von Dol Guldur den sterbenden Thráin II., von dem er die Karte des Erebor und den Schlüssel zum geheimen Eingang jenes Berges erhielt, welchen er Thorin Eichenschild für die Fahrt zum Erebor übergab. Zu einem Angriff auf Dol Guldur durch den Weißen Rat kam es erst im Jahr 2941, denn Saruman hatte sich zuvor geweigert. Doch Sauron floh nach Mordor, Dol Guldur aber wurde 2951 wieder durch drei Ringgeister besetzt, darunter Khamûl, den einzig namentlich bekannten und zweithöchsten der Nazgûl, welcher Schatten aus dem Osten genannt wird.
Bei der Aussage, dass Khamûl einer der drei Nazgûl sei, die in Dol Guldur wohnen, gibt es Widersprüche in den Aufzeichnungen Tolkiens, nach denen Khamûl derjenige Nazgûl sei, der in Hobbingen mit Ohm Gamdschie spricht und dann die Verfolgung der Hobbits aufnimmt, wobei er sie knapp an der Bockenburger Fähre verpasst. Von Khamûl selbst wird gesagt, dass er nach dem Anführer der Nazgûl derjenige sei, der die Gegenwart des Einen Rings am besten spüren könne, aber dessen Fähigkeit durch Tageslicht am meisten gemindert werde.
Im Ringkrieg kam es zu drei Angriffen auf Lórien, von Dol Guldur ausgehend, die aber alle abgewehrt werden konnten. Nach dem Fall Saurons am Ende des Ringkrieges wurde Dol Guldur durch die Elben Lóriens unter Führung Galadriels geschleift, danach wurde der Amon Lanc zum Sitz Celeborns und zur Hauptstadt des Östlichen Reiches Lórien.

#### Fangorn
Fangorn (auch: Fangornwald, Entwald) ist einer der größeren verbliebenen Reste des großen Waldes, der einst weite Teile Mittelerdes bedeckte. Er ist Heimat und Rückzugsgebiet der Ents und Huorns. Fangorn liegt am südlichen Ende des Nebelgebirges in der Nachbarschaft Isengarts. Fangorns Wald wird als uralt, düster und für unerwünschte Eindringlinge gefährlich beschrieben. Die in der Umgebung lebenden Menschen betreten ihn nicht.
Fangorn ist gleichzeitig der elbische Name des ältesten aller Ents, Baumbart, den Pippin und Merry auf ihrer Flucht aus der Orkgefangenschaft im Wald Fangorn treffen.

#### Lórien
Das geheimnisvolle Elbenreich Lórien, gegründet durch Galadriel und Celeborn nach der Zerstörung von Eregion, liegt im gleichnamigen Wald östlich des Nebelgebirges. Nichts Böses betritt den „Goldenen Wald“, da er die Zeitlosigkeit und die Schönheit von Eldamar bewahrt. Während die Elben von Lórien Orks gnadenlos bekämpfen, haben gutwillige Reisende nichts zu befürchten, sie dürfen die Grenzen des Landes aber in der Regel nicht übertreten. Lórien ist auch ein besonderer Ort der Heilung und der Magie, zu vergleichen nur mit Bruchtal (Imladris), wo Elrond wohnt. Die Zeit in diesem rund 80 × 80 Kilometer großen Wald vergeht schneller als im Rest Mittelerdes, selbst ohne den Einfluss von Galadriels Elbenring Nenya. Daher scheint dem Reisenden ein ganzer Monat oft wie ein einziger Tag. Das südöstliche Ende des Goldenen Waldes wird auch „Der Winkel“ genannt, da es zwischen den Flüssen Silberlauf (Celebrant) und Anduin liegt. Hier befindet sich Caras Galadhon („Stadt der Bäume“), die Hauptstadt Lóriens. Etwas nördlich dieser einzigen Stadt im Goldenen Wald liegt der Hügel Cerin Amroth. Dort liegt das Grab von Königin Arwen, die nach dem Tode Aragorns an jene Stelle zurückkehrte, an der sie sich einst verlobt hatten. Ein Jahr nach ihrer Ankunft in Lórien starb Arwen dort.
Ursprünglich hieß der Wald bei den ersten dort lebenden Waldelben im frühen Ersten Zeitalter Laurelindorinan oder Lorinand („Tal des singenden Goldes“). Aber erst Galadriel gründete in der ersten Hälfte des Zweiten Zeitalters das Waldreich. Die Gründung dieses Reiches hat das langsame, aber sichere Aussterben der Waldelben in Lórien verhindert. Denn erst Galadriel hat die verstreut lebenden Waldelben dazu ermutigt, sich zu einen, um besser für die schweren Zeiten, die ihnen bevorstanden, gewappnet zu sein. Damals erhielt das Reich den verkürzten Namen Lothlórien („blühender Traumgarten“ oder „Traumblume“ sowie „Traumblütenland“), und schließlich, nach dem Ringkrieg, wurde der Name nochmals verkürzt zu Lórien („Traum“). Vom Beginn des Dritten Zeitalters bis zum Jahr 1981 D. Z. war Amroth Herrscher von Lothlórien. Nach dessen Tod kam Galadriel zusammen mit Celeborn zurück, um wieder den bedrohten Galadhrim zu helfen. Mit Hilfe von Celeborn und Nenya, dem Ring des Wassers, konnte Galadriel für lange Zeit die Gefahren von Lothlórien abwenden. Zum Ende des Ringkrieges wurde Lothlórien dreimal von Feinden angegriffen. Doch die Elben konnten unter Celeborns Führung den Feind schlagen, obwohl sie selbst schwere Verluste hinnehmen mussten. Nach dem Ende des Ringkrieges wurde Lothlórien um den südlichen Teil des Düsterwaldes erweitert, wo sich davor die Festung Dol Guldur befunden hatte. Zwei Jahre nach dem Ringkrieg verließ Galadriel Lórien und segelte mit den anderen Ringträgern in den alten Westen. Ohne Galadriel fing das Land langsam an zu veröden, und Celeborn verließ es und ging nach Bruchtal.
Die Grenzen des Königreiches werden durch einen großen Wald von Mallornbäumen an den Ufern der Flüsse Anduin im Osten und Silberlauf im Süden festgelegt. Im Westen bildet die natürliche Grenze das Nebelgebirge. Die Menschen und Zwerge des Nordens glauben, dass dieses Land die Heimat schrecklicher Zauberei sei, und machen einen großen Bogen darum. Die Elben tun ihrerseits jedoch nichts, um diesen Eindruck zu zerstreuen, denn sie schätzen ihre Ungestörtheit. Das letzte Mal, dass eine Heerschar aus Lothlórien auszog, war im Jahr 1410 D. Z. auf Bitten Elronds, um gegen die Streitmacht des Hexenkönigs von Angmar anzutreten.
Unter den gepflegten Mallornbäumen gibt es zahlreiche Gärten mit wunderschönen Blumen und mächtigen Kräutern. Die Elben selbst leben hoch über dem Boden auf Plattformen, die den Menschen als Fletts bekannt sind. Zum Flett gelangt man über Seile durch ein Loch, welches sich in der Mitte der Plattformen befand. Anderen Elben waren die Fletts auch bekannt, allerdings dienten sie ihnen nur zur Beobachtung oder als Versteck.
Der überwiegende Teil der Bevölkerung zählt zu den Galadhrim („Baumbewohner“) – den einheimischen Waldelben von Lothlórien. Jedoch gibt es auch einige Noldor und Grauelben, die zusammen mit Galadriel und Celeborn kamen.
Heute verlassen nur wenige Elben den Schutz des Waldes, und dann auch nur, um ihre Verwandten in Lindon oder im Düsterwald zu besuchen oder um ihre letzte Reise über das große Meer bei den Grauen Anfurten westlich des Auenlandes anzutreten. Auch betreten nur wenige Fremde Lórien, da seine Grenzen gut gesichert sind. Wer jedoch die Freundschaft des Fürsten und der Fürstin des Waldes genießt, kann sicher das Reich der Elben betreten.
Der Silberlauf wird aus dem zwischen Wolkenkopf und Silberzinne liegenden Spiegelsee gespeist. Zuerst durchfließt er das Schattenbachtal, vereinigt sich dann mit dem von den Elben besungenen Flüsschen Nimrodel („Herrin der Weißen Grotte“) und fließt dann gemächlich in den großen Anduin. Am Zusammenfluss liegt eine Bootsanlegestelle der Waldelben.
Dreimal wird Lorien von Dol Guldur aus angegriffen, aber abgesehen von der Tapferkeit des Elbenvolks ist die Macht, die dort wohnt, zu groß, als dass irgendjemand sie hätte besiegen können, es sei denn Sauron selbst wäre dort hingekommen.
Obwohl die Wälder an den Grenzen schweren Schaden nehmen, werden die Angriffe zurückgeschlagen und als der Schatten vergeht, kommt Celeborn heraus und führt das Heer von Lorien in vielen Booten über den Anduin. Sie nehmen Dol Guldur ein und Galadriel reißt seine Mauern nieder und legte seine Verliese bloß und der Wald wird gesäubert.

#### Alter Wald
Der Alte Wald gilt als gefährlicher und verwunschener Wald, der von geheimnisvollen und eigensinnigen Bäumen sowie dem gastfreundlichen Tom Bombadil und seiner Frau Goldbeere bewohnt wird.
Genau wie Fangorn und der Düsterwald ist auch der Alte Wald nur ein Rest des riesigen Waldes, der einst ganz Mittelerde bedeckte.
Die westliche Grenze des Alten Waldes bilden der von den Hobbits errichtete Hohe Hag, eine gepflegte Hecke, die ihre Ländereien vor den Gefahren des Waldes schützen soll, sowie weiter südlich der Brandywein. Der bedeutendste Fluss im Wald ist die Weidenwinde, die in den Brandywein mündet, der wiederum ins Meer abfließt. Die Nordgrenze des Waldes bildet die Große Oststraße, im Osten liegen die unheimlichen Hügelgräberhöhen.
In der Nähe des Hobbit-Ortes Krickloch befindet sich ein unter den Hohen Hag gegrabener Tunnel, der am Ausgang in den Wald mit einer Eisengittertür verschlossen ist.
Einst bewegten sich die ihren Standort ständig verändernden Bäume bis an den Hag heran und bogen sich darüber hinweg. Die Hobbits schlugen daher deren Äste ab und verbrannten viele auf einer nahe dem Tunnel befindlichen Lichtung. Das brachte den Wald endgültig gegen die Hobbits auf. Auf der Lichtung aber wachsen seitdem keine Bäume mehr.
Frodo und seine Gefährten Sam, Merry und Pippin durchqueren den Alten Wald auf ihrer Reise nach Bruchtal. Dort begegnen sie auch Tom Bombadil und Goldbeere.

### Gewässer

#### Anduin
Der Anduin („Langer Fluss“), auch „der Große Strom“ genannt, ist nach dem Untergang Beleriands der längste Fluss in Mittelerde. Er legt von seiner Quelle in den Ered Mithrin („Neblige Berge“) im Norden etwa 1500 Meilen bis zu seinem Mündungsgebiet in der Bucht von Belfalas zurück. Der Anduin fließt über weite Strecken durch eine breite Ebene zwischen dem Düsterwald und dem Nebelgebirge dahin. Er schlängelt sich an Rohan entlang und stürzt in den Emyn Muil („Öde Berge“) an den tosenden Wasserfällen des Rauros („Rauschender“) in die Tiefe, ehe er Anórien und Ithilien erreicht. Anschließend passiert er bei Minas Tirith die östlichen Ausläufer der Ered Nimrais, bis er schließlich an Lebennins Grenze entlang endlich das Meer erreicht. Seine nördlichen Zuflüsse heißen Grauquell und Langquell. Dann folgen die jeweils aus dem Nebelgebirge entspringenden Flüsse Rhimdath („Runterfall“), Sír Ninglor („Schwertel“), Celebrant („Silberlauf“), Limklar, und die Onodló („Entwasser“). Erui („Erster“) und Sirith („Strömender“) kommen aus den Ered Nimrais hinzu und zuletzt folgt noch der Poros („Staubiger“), der einzige Zufluss aus dem Osten, der in den Ephel Duath seine Quelle hat.

#### Schwertelfelder
In der Altvorderzeit, als die Elben zuerst dieses Gebiet besiedeln, sind sie ein in einer tiefen Landsenke gelegener See, in den von Norden her der Anduin fließt, der dort den schnellsten Teil seines Laufes, eine Gefällestrecke von etwa 70 Meilen zurücklegt und sich dort mit dem reißenden Schwertelfluss, auch Sir Ninglor genannt vermischt, der von den Bergen herabstürzt. Mit der Zeit wird der See zu einem ausgedehnten Sumpfgebiet und große Felder von Riedgräsern und Binsen aber vor allem gelben Schwertlilien, welche ihm seinen Namen geben, wachsen in ihm und an seinen Ufern. Es ist der Ort, an dem Isildur den einen Ring verliert und von Orks getötet wird.

#### Bruinen
Der Bruinen („Lautwasser“) ist ein Fluss, der dem nördlichen Nebelgebirge entspringt und Eriador durchfließt. Nahe der Bruinenfurt bei Bruchtal, die die einzige Möglichkeit bietet, den Bruinen zu durchqueren, fließt ihm ein kleiner Nebenfluss zu. Im Süden Eriadors mündet der Bruinen im sogenannten Winkel mit den Weißquell („Mitheithel“) der sich oberhalb von Tharbad mit dem Glanduin („Grenzfluss“) vereinigt und mit diesem die Grauflut („Gwathló“) bildet. Zwischen diesen beiden Nebenflüssen des Weißquell liegt das Gebiet Eregion, nördlich des Bruinen lag das einstige Königreich Rhudaur („Ostwald“), ein Teil des zerfallenen Königreichs Arnor.
Elrond der Halbelb besitzt die Macht, den Fluss zur Abwehr von Gefahren anschwellen zu lassen. So gelingt es ihm, die Ringgeister an der Überquerung zu hindern und sie in die Flucht zu schlagen.

#### Brandywein
Der Brandywein (elbisch Baranduin, „Goldbrauner Fluss“) ist ein großer Fluss in Eriador. Er entspringt im Abendrotsee und mündet im Süden ins Meer. Er fließt durch das Auenland und bildet größtenteils dessen Grenze. Er lässt sich nur über die Brandyweinbrücke, die Sarnfurt oder mit der Bockenburger Fähre überqueren.

#### Isen
Der Isen oder elbisch Angren („Der Eiserne“) ist ein Fluss, der an Isengart vorbei nach Süden fließt, dann nach den „Furten des Isen“ einen großen Bogen nach Westen macht, die Pforte von Rohan passiert und etwa 300 Meilen später ins Meer mündet. Er bildet die natürliche Grenze zwischen Dunland und Rohan.
Während des Ringkriegs leiteten die Ents zeitweise sein Wasser ab, um Isengart zu überfluten.

#### Langer See
Der Lange See ist ein ovalförmiger See im Norden von Rhovanion (Wilderland) und im Osten des Düsterwaldes. Er wird durch den Waldfluss und den Fluss Eilend, elbisch Celduin („der Quirlige“), gespeist. In ihm befindet sich die auf Holzpfählen erbaute Seestadt Esgaroth.

#### Flüsse Beleriands

##### Gelion
Der Gelion ist mit seinen rund 780 Meilen einer der großen Flüsse Mittelerdes. Er ist fast doppelt so lang wie der Sirion-Strom. Der Gelion verläuft parallel zu den Ered Luin („Blaue Berge“) und wird aus dieser Gebirgskette durch sieben Zuflüsse gespeist. Daher bezeichnet man das Land zwischen dem Gebirge und dem Fluss auch als Ossiriand („Siebenstromland“). Die sechs mittleren Zuflüsse heißen Ascar („der Rasche“), an dessen Nordufer die Zwergenstraße Rathlóriel („Straße des Goldes“) entlangführt, die von der Zwergenfestung Nogrod nach Doriath verläuft, Thalos („Starkfluss“), Legolin („Grün- oder Frischwasser“), Brilthor („Juwelenglanz“), Duilwen („Lebensader“) und Adurant („Doppellauf“) in dem Tol Galen („die Grüne Insel“) liegt, auf der Lúthien und Beren eine Zeit lang lebten.

##### Sirion
Der Sirion misst von seiner Quelle bis zur Mündung 390 Meilen. Auf seinem Weg fließt er für ca. 9 Meilen unter den Ausläufern des Andram-Gebirges („Langer Wall“) hindurch. Seine westlichen Zuflüsse sind der Teiglin („Grenzwasser“) mit seiner tiefen Schlucht in Brethil („Birkenland“) und der Narog („der Reißende“), an dem die Höhlenfestung Finrods lag. Vom Osten kommen der Mindeb („Erste Sperre“), Esgalduin („Schattenfluss“) und der Aros („der Schäumende“) hinzu, die das Reich Doriath begrenzen oder durchfließen.

## Dunkellande
Die Dunkellande waren ein Kontinent Ardas, der südöstlich von Mittelerde und südwestlich der Mauern der Sonne lag. Er entstand vermutlich bei der Umgestaltung Ardas zur Kugel. Tolkien beschreibt nicht viel von diesem Kontinent, nur dass er dicht bewaldet und unbewohnt war. Nach seiner „Theorie“ verschoben sich die Dunkellande um 90° im Uhrzeigersinn und drifteten zur südlichen Polkappe ab, wo sie schließlich zur heutigen Antarktis wurden.

## Mauern der Sonne
Die Mauern der Sonne, auch Berge der Sonne, Sonnenlande oder Osternis (als Gegensatz zu Westernis) genannt, waren der östlichste Kontinent Ardas. Hier befanden sich, nach den Pelóri in Aman, die zweithöchsten Berge der Welt. Von diesen der höchste war der Kalorme. Hinter ihnen ging, bis zur Umgestaltung der Welt, die Sonne auf (daher der Name). Ansonsten ist von diesem Kontinent nichts bekannt, auch nicht, ob er bewohnt ist, doch vermutlich war es durch die Nähe zur Sonne viel zu heiß, um dort zu leben. Tolkiens „Theorie“ besagt, dass die Sonnenlande sich im Vierten Zeitalter in zwei kleinere Kontinente teilten, die wir heute als Nord- und Südamerika kennen.